# 名古屋電灯
名古屋電灯株式会社（旧字体：名古屋電燈株式會社󠄁、なごやでんとうかぶしきがいしゃ）は、明治から大正にかけて存在した日本の電力会社である。愛知県名古屋市に本社を置き、中京地方で事業を展開した。戦前期の大手電力会社のうち東邦電力の前身および大同電力の母体にあたる。
1889年（明治22年）に日本で5番目の電気事業者として開業。当初は小規模な発電所によって市内へ配電するだけであったが、明治末期以降長良川や木曽川に大型発電所を建設して大規模化した。1920年代より周辺事業者の合併を活発化し、1921年（大正10年）に奈良県の関西水力電気と合併して関西電気となり、翌年九州電灯鉄道と合併して中京・関西・九州にまたがる電力会社東邦電力へと発展した。
東邦電力となる前の1918年（大正7年）、名古屋電灯は水力開発部門を独立させ木曽電気製鉄を設立した。同社は1921年に大同電力へと発展する。また特殊鋼メーカーの大同特殊鋼も名古屋電灯から派生した会社を前身とする。

## 概要

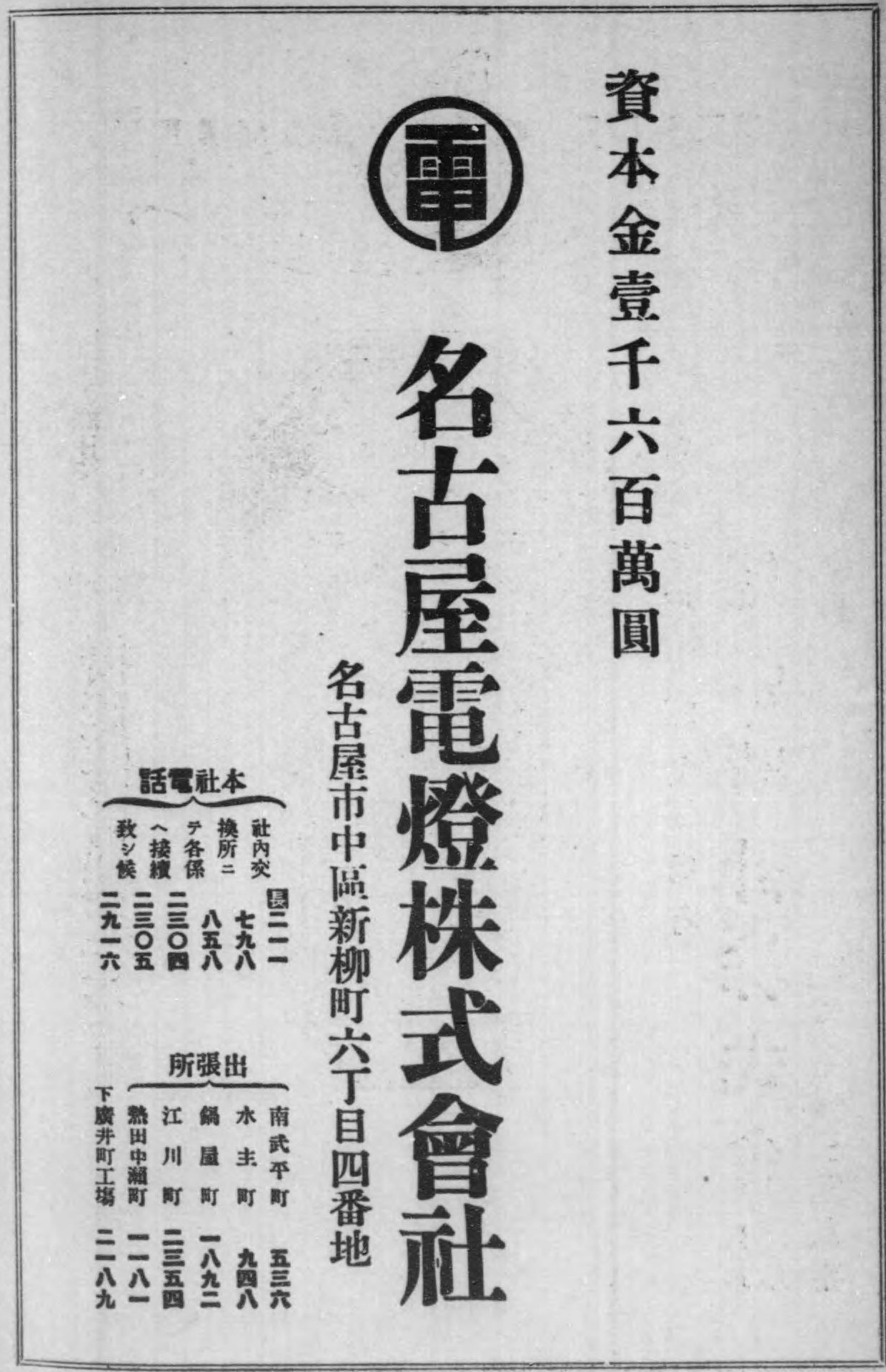
名古屋電灯の広告（1914年）

名古屋電灯は、大正から昭和戦前期にかけての電力業界大手「五大電力」の一つ東邦電力（1922 - 1942年）の前身である。この東邦電力は名古屋市を中心に供給区域を広げた名古屋電灯と、福岡市を中心とする北部九州を主たる供給区域とする九州電灯鉄道が合併し成立した。ただしその成立過程はやや複雑で、奈良市の関西水力電気がまず1921年（大正10年）に名古屋電灯を吸収合併して名古屋へ移転の上「関西電気」と改称し、この関西電気が翌年に九州電灯鉄道を合併して「東邦電力」に改称する、という過程をたどっている。従っていずれの合併でも存続会社となった関西水力電気が東邦電力の法律上の前身会社という扱いになるが、名古屋電灯の方が歴史が長く、加えて規模も大きかったので、東邦電力自身は発祥を名古屋電灯が設立された1887年（明治20年）と定義していた。
この名古屋電灯は元は旧尾張藩の士族による会社で、1887年設立ののち1889年（明治22年）に開業した。当時すでに東京と関西の3都市には電気事業が開業しており、名古屋電灯はこれに続く日本で5番目、北陸地方を含む中部地方では最初の電気事業者となった。開業当初は小規模な火力発電所によって発電所周辺に配電するという程度の事業規模であったが、徐々に拡大し、特に明治末期に長良川と木曽川に2つの大型水力発電所を完成させてからは大型化した。その過程で、のちに「電力王」と呼ばれる実業家福澤桃介が株式を買収して進出し、1914年（大正3年）には社長に就任。以後関西電気となるまでの7年間、福澤による積極経営が続いた。
福澤時代の名古屋電灯では、社内に「製鋼部」・「製鉄部」・「臨時建設部」という3つの部門が設置された。うち「製鋼部」は特殊鋼の生産を目指すもので、1916年（大正5年）の工場操業を機に電気製鋼所（後の木曽川電力、製鋼事業は大同特殊鋼の前身）として分社化された。「製鉄部」は製鉄事業の事業化を目指した部門、「臨時建設部」は木曽川・矢作川の水力開発にあたった部門で、あわせて1918年（大正7年）に木曽電気製鉄として分社化された。木曽電気製鉄の設立により電源開発は同社が担い、名古屋電灯は同社より電力の卸売りを受けて配電事業に専念する体制となった。以後名古屋電灯は周辺事業者の合併を活発化させ1921年までに6社を合併し、岐阜県や静岡県にも供給区域を広げた。
事業統合の過程で1921年10月、名古屋電灯は奈良市の関西水力電気と合併し関西電気となった。上記の通り存続会社は関西水力電気側で手続上名古屋電灯は解散したが、本社や経営陣は名古屋電灯時代のままで、実質的には名古屋電灯による関西水力電気の合併である。しかし同年12月には福澤桃介が社長を退陣し、松永安左エ門ら九州電灯鉄道の経営陣と交代した。翌1922年（大正11年）6月になり関西電気と九州電灯鉄道は合併して東邦電力へと改称、中京・関西・九州の3地域にまたがる大電力会社へと発展する。一方、木曽電気製鉄は関西への送電を志向し大同電力（1921 - 1939年）となった。大同電力は東邦電力への電力供給を継続したが、関西地方への供給を主体とする卸売り会社として以後発展していった。
名古屋電灯の供給区域や発電所は、東邦電力以降の再編を経て基本的に中部電力へと引き継がれたが、木曽川の発電所のみ関西電力が継承している。

## 沿革

### 設立

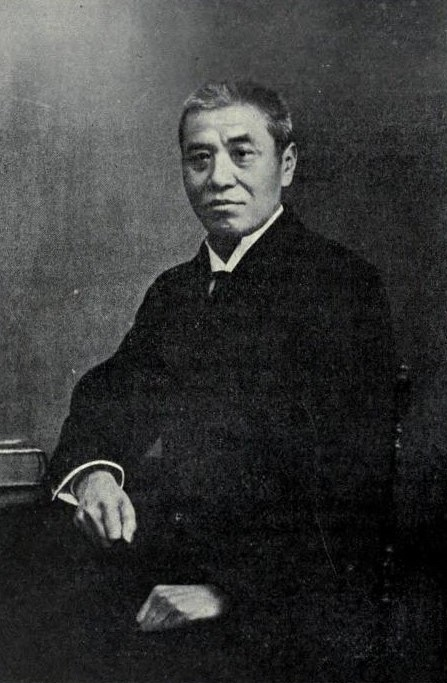
名古屋電灯初代社長三浦恵民

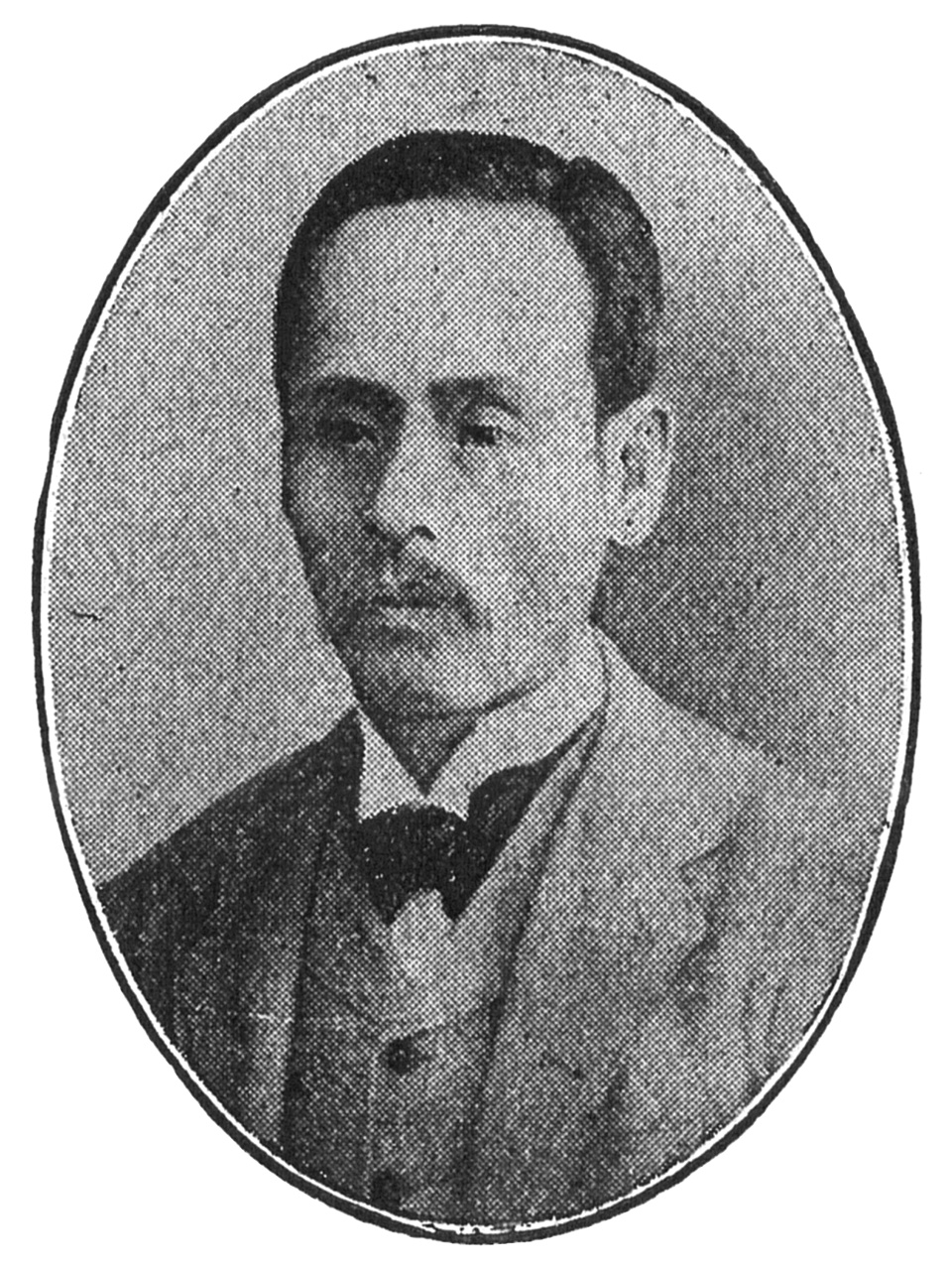
名古屋電灯設立に助力した愛知県知事勝間田稔

名古屋電灯は士族授産の取り組みから生まれた電力会社で、はじめは旧尾張藩の士族による会社であった。士族授産の活動により設立された電力会社はこの名古屋電灯が唯一である。
明治維新により家禄を失い困窮した士族たちに対し、明治政府はその救済と殖産興業を目的として1879年（明治12年）から1890年（明治23年）まで士族授産事業のための勧業資金を貸し下げていた。名古屋電灯設立に活かされたのは正式には「勧業資本金」と称するもので、1884年から1886年にかけて愛知県に対する合計10万5149円の貸下げが決定された。勧業資本金の貸与が決定すると、士族たちはこれを元にいかなる事業を起こすべきか議論を始めた。桑園を拓き養蚕業を起業する、紡績業に進出するなどの案が出て、中でも紡績業は勧業資本金を開業したばかりの名古屋紡績へ投資して事業拡張の原資とすれば効果が大きいとして一時有力な意見であったという。
その一方、愛知県知事勝間田稔から事業化に関する県の担当者に任命されていた県衛生課長丹羽精五郎（元尾張藩士）は、同じく藩士の出で工部省技師の宇都宮三郎から助言を得て、電灯事業の起業を士族たちに提案した。丹羽は、津市の三重県庁舎において1886年（明治29年）11月3日に白熱灯とアーク灯の点灯実演が行われた際、実演作業に従事していた東京電灯の技師と甥で帝国大学工科大学に在籍する丹羽正道に名古屋でも実演するよう依頼する。両名は四日市での実演を経て名古屋入りし、11月26日から12月2日にかけて名古屋市役所にて白熱灯40灯・アーク灯1灯を点灯した。実演を経て士族たちや県知事の意見は電灯事業起業で一致をみた。勧業資本金は県全体でその他14の事業にも貸し下げられたため、実際に電灯事業起業への割当として決定されたのは全体の7割、7万5000円である。
電灯事業起業の決定に伴い、合計6560人の士族を代表し99人の総代が勧業資金に基づく新会社の設立一切を県に委託する旨を出願した。このことから起業は県の主導で進められることとなった。その過程で勝間田知事は実業に不慣れな士族たちだけでは経営に不安が残る点、勧業資本金7万5000円だけでは資金不足な点を考慮し、士族と商人グループの共同経営とする方針を採用した。知事の呼びかけに応じて計画に参入した商人は、奥田正香（醤油製造）・滝兵右衛門（呉服商）・瀧定助（同）・森本善七（小間物商）ら合計11名。1887年（明治20年）9月20日に定款が定められ、翌21日には上記11名を発起人として「名古屋電灯会社設立願」が愛知県に対し提出された。あらかじめ調整が済んでいたため認可手続きは迅速で、翌22日付で設立認可が下りている。電灯事業の認可は東京電灯に次ぐ国内2例目であった。
名古屋電灯は名古屋市伝馬町6丁目の旅館「志貴の屋」に仮事務所を置き、開業に向けた準備に着手した。まず1887年10月、丹羽精五郎と工科大学を出たばかりの正道をアメリカ・ドイツへ派遣し、設備購入を契約した。ところが1888年（明治21年）8月、起業に参加していた商人11名が尾張紡績への出資などの事情で発起人から脱退してしまった。商人らの出資と勧業資本金をあわせ資本金を20万円に設定していたが、彼らの離脱で勧業資本金7万5000円と士族のみでの経営にて再出発することになった。同年9月18日、事務所を大須の阿弥陀寺に移転するとともに役員を選出し、士族の中から社長に三浦恵民、取締役に若松甚九郎をそれぞれ選任した。社長となった三浦は旧藩士の一人で、復禄運動を主導していた人物である。
発起人の脱退に加え、開業までの間に勧業資本金返納問題も発生した。1889年（明治22年）7月の政府方針変更を契機とするもので、一定額を返納すれば皆済扱いとなるという寛大な措置であったが、資金的な余裕がない会社側は困惑した。そこで県は、閉鎖された士族就産所に貸し付けていた勧業資本金1万円を名古屋電灯へと転貸するという方法を考案し、会社には計8万5000円の勧業資本金から9447円を返納させて、会社側の資金負担なく問題を解決した。また就産所の清算残余金や就産所に対する藩主尾張徳川家・家老成瀬家からの寄付金が名古屋電灯に回ったため、名古屋電灯の資本金は7万8800円となった。
7万8800円の資本金に対し1株の額面価格は50円に設定されたため、発行株数は1576株であった。これに対し株主は旧尾張藩士族をほとんど網羅する9000名超であった。株式をかつての禄高に応じて分配する運びとなったものの株主数の方が多く1人1株の保有にならないため、士族たちにはまず持ち分を明らかにする「分頭証明」なるものが交付された。その後、持ち分を株主間で調整させ、持ち分の合計が1株分（50円）となった場合に「分頭証明」と引き換えに株式を交付する、という手続きが進められ、時間を要したが1893年（明治26年）末までに全株式の発行手続きが完了した。

### 開業

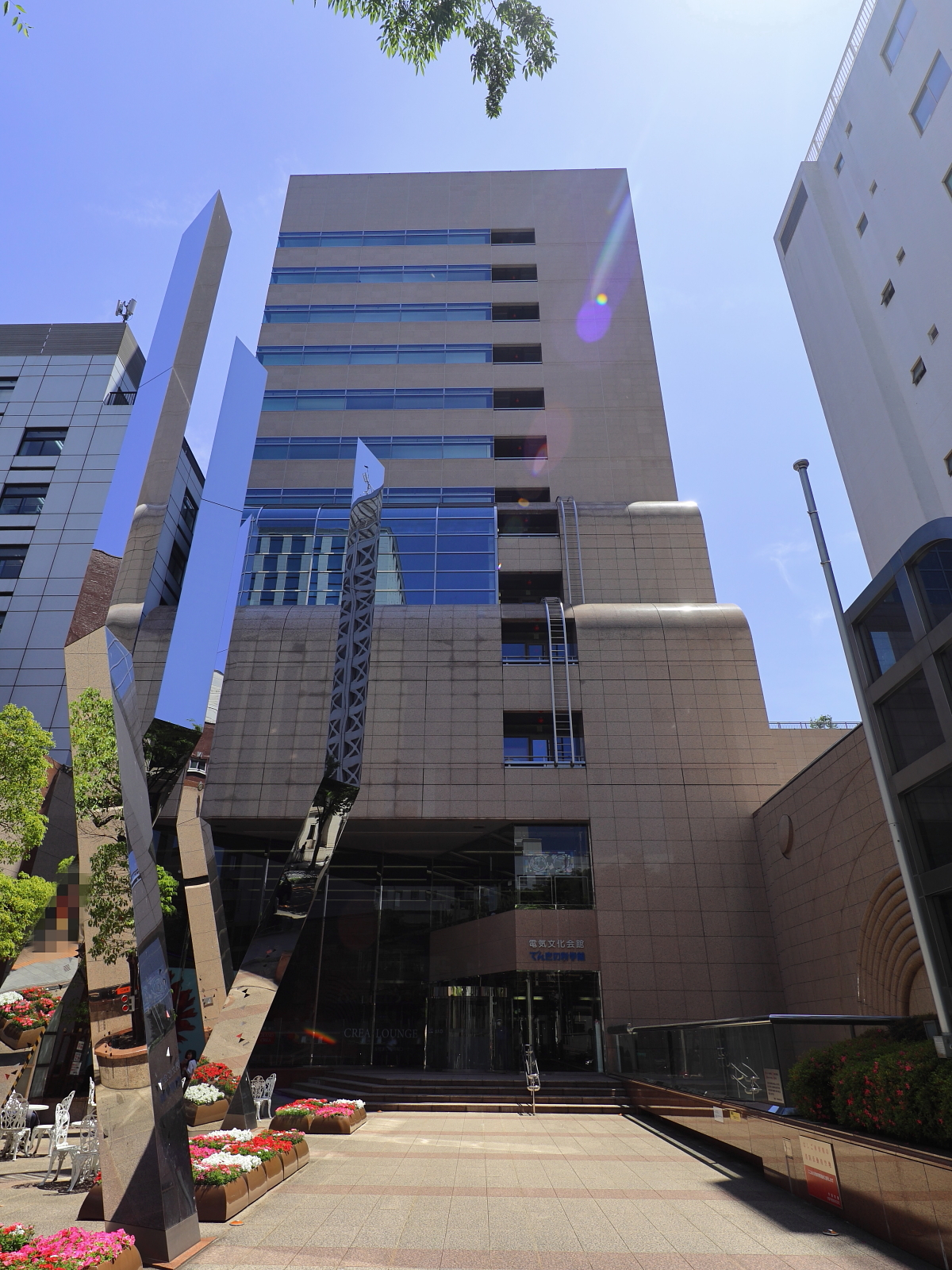
第一発電所跡地に建つ電気文化会館（1986年竣工）

名古屋電灯では本社・発電所の用地として名古屋市南長島町・入江町（現・中区栄二丁目）にまたがる360坪ほどの土地を2300円で購入し、まず本社を1888年11月同地に設置。発電所にはアメリカから輸入のボイラー・蒸気機関とドイツから輸入の発電機（総出力100キロワット (kW)）を据え付け、「電灯中央局」と命名した（後の第一発電所）。なお発電機据付工事については当時国内各地で工事を請け負っていた東京電灯が担当している。工事中の1889年5月には本町など市内41町に配電線を架設する許可を県から取得した。
1889年11月3日、発電所が竣工した。しかし電球が輸送船の海没で到着しておらず第2便を待ったため、開業は1か月遅れて12月15日となった。名古屋電灯の開業は東京電灯が1887年11月に東京で日本初の電気供給事業を開始してから2年後のことで、東京電灯と神戸電灯・大阪電灯・京都電灯に続く国内5番目の供給事業となった。ただし工事中の同年4月に熱田尾頭町の尾張紡績で自家用発電所が完成し、7月から電灯の明かりの下で夜間操業が始められているため、名古屋での電灯実用化は名古屋電灯開業が最初ではない。翌1890年（明治23年）1月10日、名古屋電灯は市内南桑名町の千歳座において開業式を挙行した。愛媛県知事就任で名古屋を離れる直前の勝間田前知事や黒川通軌第三師団長ら各界の有力者700名余りを集めた盛大なもので、会場には200灯の電灯がともされていたという。
開業当初の名古屋電灯は電灯の供給のみを行い、その点灯数は400灯余りであった。開業から1890年6月までの第1回決算では3365円の純利益を上げ、1株につき1円25銭すなわち年率5パーセントの配当を行っている。以後会社では電灯を積極的に宣伝するなど需要の開拓に努め、供給灯数を伸ばしていく。他方で開業初期には電灯事業未開業地域における出張点火も主たる事業であり、一例として1892年（明治25年）には桑名・四日市（三重県）や金沢（石川県）に小型発電機を持ち込んで電灯を取り付けている。1890年7月14日、商法施行に備えて「名古屋電灯株式会社」に改称。経営面では翌1891年（明治24年）1月に役員改選を行い、三浦恵民を専務取締役に選任した。
1891年10月28日、濃尾地震が発生し、名古屋でも多大な被害が出た。名古屋電灯でも発電所建物が損傷する被害を受け2か月間送電を停止したが、震災がきっかけで火災の心配がないという電灯の利点が周知されたことで再開後の需要増加に繋がった。さらに翌年春に名古屋で相次いだ大火も石油ランプやろうそくが失火の原因と言われたために電灯の普及を後押しした。こうした需要拡大に対処するため、名古屋電灯では1893年に初めての発電所の拡張を実施。さらに翌年には16万円への倍額増資を伴う発電所の第2次拡張を行っている。

### 競合会社の出現
名古屋市にて名古屋電灯以外の電灯会社を設立しようとする動きは、名古屋電灯開業前からすでに存在した。先に触れた奥田正香や吉田禄在によって計画されていたもので（目論見書によると会社名は「尾張電灯会社」）、1889年6月から7月にかけて新聞報道に現れたものの、立ち消えとなっていた。しかし結局、名古屋電灯は開業後数年で愛知電灯株式会社という競合会社の出現を許したのであった。
愛知電灯設立の動機は名古屋電灯の質実に過ぎた経営手法、いわゆる「士族の商法」への反感であったという。名古屋電灯の経営に関するトラブルの一例として、大須にあった遊廓「旭廓」（大正時代に移転し中村遊廓となる）への供給問題が挙げられる。この旭廓は、1892年3月に発生した大須大火に巻き込まれたため、営業主一同は大火の反省から石油ランプの全廃と電灯の使用を取り決め、名古屋電灯に対し特別割引料金によって供給を受けたいと申し込んだ。しかし名古屋電灯は料金割引を拒否したのであった。
名古屋電灯に不満を持つ旭廓の営業主たちを糾合し、旭廓を主たる営業区域として設立されたのが愛知電灯であった。愛知県会議長小塚逸夫を中心に発起されたもので、1894年（明治27年）1月電気事業の許可を取得、3月発足した。資本金は15万円。開業は同年11月20日で、旭廓や発電所との間の沿道地域を供給先とした。この愛知電灯の出現に伴い、名古屋電灯では翌1895年（明治28年）1月より電灯料金を2割近く値下げるという対抗措置を採ったため、名古屋電灯側にもさらなる需要増加をもたらした。とはいえ日清戦争によって燃料石炭費が上昇している時期であったので、経営面では不利に働いた。
こうした名古屋電灯・愛知電灯の競合について経営・技術両面での危険性を指摘する声は多く、1895年11月より日本電気協会が両社の合併に向けて動き始めた。名古屋電灯社内の意見が一致せず合併交渉は長引いたが、翌1896年（明治29年）1月になってまとまり、名古屋電灯による愛知電灯の吸収合併が決定した。両社は3月に合併契約を締結。その合併条件は対等合併で、存続会社の名古屋電灯の資本金16万円に解散する愛知電灯の資本金15万円を加え、さらに両社の株主に割り当て19万円を増資して新資本金を50万円とする、というものであった。合併は4月2日の株主総会にて承認され、合併が成立をみた。
増資によって得た資金は第三発電所（水主町発電所）の建設に充てられた。同発電所は1901年（明治34年）7月に完成。この時期より従来の電灯供給に加え電動機利用のための電力供給も始まった。また発電所拡張のため1904年（明治37年）1月にも倍額増資が決定されている。

### 水力発電への転換

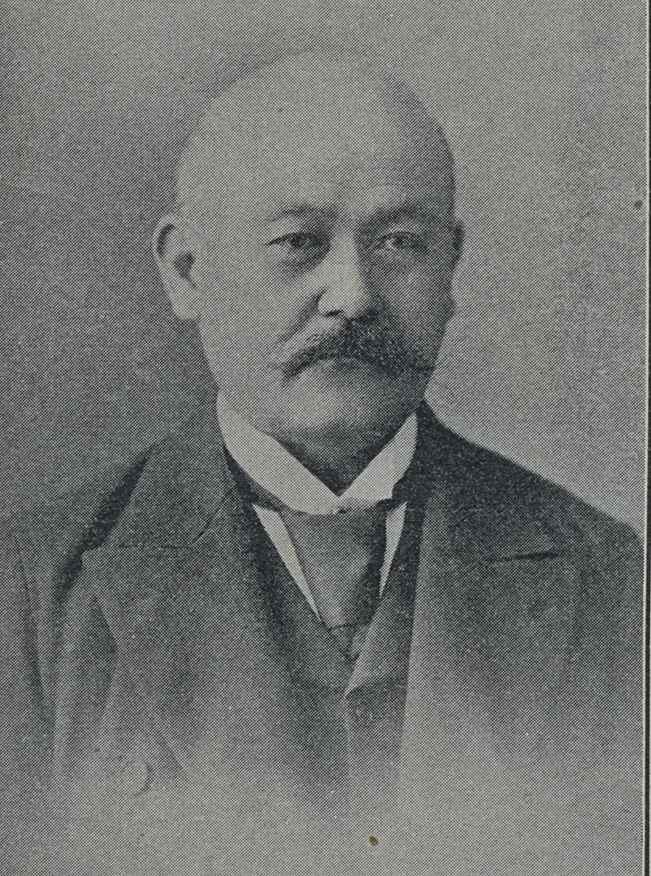
三河電力初代専務今井磯一郎

愛知電灯に続く競合会社として出現したのが東海電気株式会社である。同社は岡崎電灯の経営者が中心となって三河電力の名で1901年3月に設立。名古屋進出に伴って1905年（明治38年）10月に東海電気へ改称し、翌1906年（明治39年）3月からは本社を名古屋市内に置いていた。
この東海電気は矢作川支流の田代川に出力200 kWの小原発電所を建設し、はじめ瀬戸町（現・瀬戸市）への供給を行っていた。次いで名古屋市の東に位置する千種町への供給を1903年（明治36年）12月に開始し、翌1904年1月より名古屋市内での供給に乗り出した。名古屋進出にあたっての東海電気の武器は水力発電による低料金であり、大口需要家である第三師団市内駐屯部隊の一部を名古屋電灯から奪うなど勢力を伸ばした。このため名古屋電灯でも対抗して東海電気進出地域の料金を引き下げたものの、両社の競合する地域とそうでない地域では道を隔てるだけで料金が異なるといういびつな状況が生まれた。また日露戦争に伴う灯油価格の上昇と電灯料金の引き下げに伴って石油ランプから電灯への転換が進んだため、名古屋電灯は新規申し込みの受付を一時中断するほどの深刻な供給力不足に陥った。こうした名古屋電灯の供給力不足も東海電気の進出を招く要因であった。
名古屋市内での需要家争奪戦は、配電線架設などで技術的な危険を生じさせ、経営的にも両社を圧迫したことから、愛知電灯の場合と同様両社の間には次第に合併の機運が醸成された。名古屋電灯よりも先に後述の名古屋電力が合併に動くが、名古屋電灯はより有利な条件を示して1906年12月に東海電気と合併契約を締結した。その合併条件は、存続会社の名古屋電灯の資本金100万円に東海電気の資本金25万円を加え新資本金を125万円とし、東海電気株主には新株とともに別途15万円を交付するというものであった。翌1907年（明治40年）3月25日の株主総会にて合併決議ののち、同年6月1日に合併が成立した。合併に伴い名古屋電灯は小原発電所を引き継ぐとともに、工事中の巴川発電所も継承し1908年（明治41年）2月に完成させた。

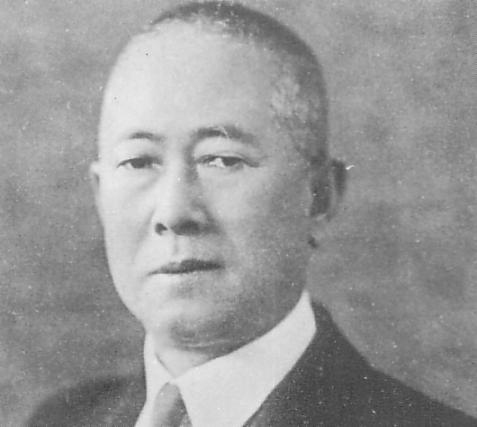
野口遵

上記東海電気と合併するまで電源を火力発電に依存していた名古屋電灯は、日露戦争後になって水力発電への進出を計画し、木曽川水系について調査の準備に着手した。しかしこの動きを察知したシーメンス・シュッケルトの関係者から1906年2月に長良川発電所の計画が持ち込まれると、長良川開発の方を優先することとなった。この長良川開発は先に旧岩村藩士の小林重正が構想したもので、岐阜県武儀郡洲原村立花（現・美濃市立花）での発電所建設が計画されていた。小林の計画は水利権を得て1898年（明治31年）に「岐阜水力電気株式会社」の事業許可を得るところまで進んだが、そこから先は実現せず、1904年に事業許可が失効した。こうした中、小林の事業計画に参画していたシーメンス・シュッケルト日本法人（シーメンス・シュッケルト電気株式会社）元社員の野口遵が名古屋電灯に対し計画を引き継ぐよう勧誘したのである。1907年5月、名古屋電灯は株主総会にて長良川発電所建設の承認を得た。
発電所工事中、市内鶴舞公園において愛知県主催による第10回関西府県連合共進会の開催が決定。これに伴い名古屋電灯では共進会会場内外のイルミネーション点灯をすべて請け負うことになった。長良川発電所の完成が共進会成功の前提となったため県は発電所を共進会開催までに完成させるように要請し、県知事や名古屋市長が工事の進捗状況を視察するなど圧力をかけたという。名古屋電灯側も社運を賭して工事を急ぎ、共進会開催前の2日前に工事をすべて終了、開催前日の1910年（明治43年）3月15日に長良川発電所からの送電を開始した。発電所出力は4,200 kWである。
こうして長良川発電所は完成したが、工事中の資金調達は必ずしも順調ではなかった。1907年3月に一挙に400万円を増資して資本金を525万円とする決議をしていたが、これの払込金徴収が日露戦争後の不況により難航したのが原因である。翌1908年7月には保険会社からの50万円借り入れを株主総会で決定し、その後も発電所建設の進捗にあわせて借り入れを繰り返した。こうした借入金急増に伴う利子負担増加の結果、支出が拡大して配当率が1906年上期の年率14パーセントから1908年上期には年率12パーセントへと低下し、連動して株価も下落した。業績低下を受けて株主の不満が高まり、「革新会」と称する一部株主から経営陣の責任を追及する動きが生じた。

### 名古屋電力と名古屋瓦斯

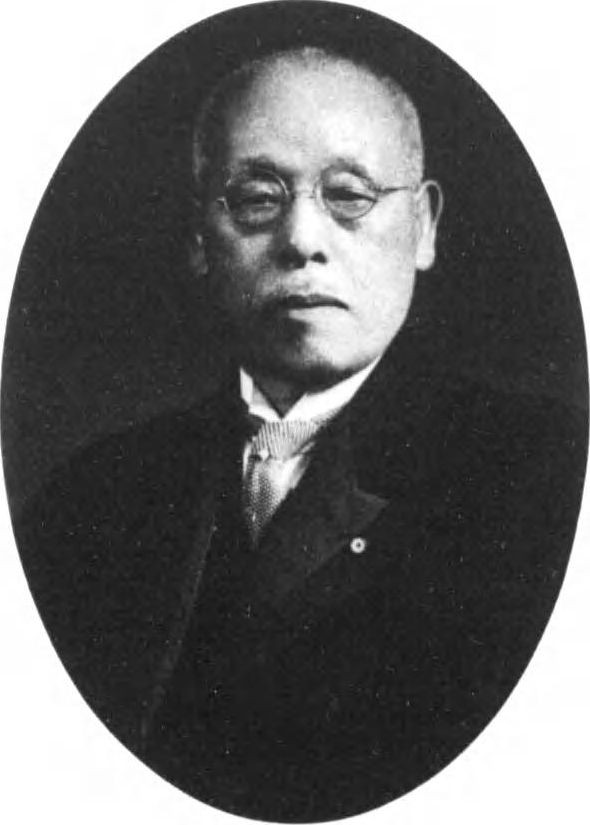
兼松煕

長良川発電所の建設が進むころ、木曽川では八百津発電所の建設工事が進んでいた。ただし事業者は名古屋電灯ではなく、新たに設立された名古屋電力株式会社という電力会社であった。
岐阜県加茂郡八百津町での発電所建設計画の歴史は1896年までさかのぼるが、実際に具体化するのは岐阜県選出の衆議院議員兼松煕が1903年に参画してからである。兼松は地元の意見をまとめるとともに東京の岩田作兵衛らを計画に引き入れ、さらに名古屋所業会議所会頭になっていた奥田正香の賛同も取り付けた。名古屋からは奥田の他に日本車輌製造の上遠野富之助、三重紡績の斎藤恒三、名古屋電気鉄道の白石半助などが発起人に加わっている。名古屋電灯代表の三浦恵民も兼松・奥田に招かれたためこの事業に加わって供給力を増強しようと考えたが、社内の意見が一致せず断念した。1906年10月、奥田・兼松らを発起人として名古屋電力が資本金500万円で設立される。社長に奥田が就き、事業の万全を期するために渋沢栄一・馬越恭平・雨宮敬次郎という大物実業家の3人が相談役に嘱託された。
こうして起業に漕ぎつけた名古屋電力であったが、会社設立後の不況で資金難となり、発電所の着工を1908年1月に遅らせざるを得なかった。従って東海電気に続いて名古屋電灯の競合会社となったのは、現実には名古屋電力ではなく、奥田正香がかかわるもう一つの事業名古屋瓦斯（名古屋ガス）であった。同社は名古屋電力に続いて1906年11月に設立、翌1907年10月には都市ガスの供給を開始した。当時のガスの用途は炊事などの熱用ではなく灯火用、すなわちガス灯が中心であり、またガスエンジンの利用もあって照明・動力の供給という意味では電力会社と競合する関係にあった。開業後の名古屋瓦斯は供給を急速に拡大し、開業3年目の1910年には名古屋電灯の電灯数7万6千灯に対し名古屋瓦斯の灯火用孔口数はその3分の1にあたる2万6千口に達した。その後名古屋瓦斯は1914年（大正3年）まで電灯数の伸びを上回るペースで灯火用の需要を伸ばしている。
電灯とガス灯の競合は、当時普及していた白熱電球である炭素線電球（発光部分のフィラメントに炭素繊維を用いる電球）に比してガス灯が価格・明るさ両面で有利であったことから生じたが、大正初期にタングステン電球（フィラメントにタングステンを用いる電球）が普及すると電灯が優位に立ち、さらに第一次世界大戦で石炭価格（当時の都市ガスは石炭ガス）が高騰してガス料金が引き上げられるとガス灯は競争力を失って衰退していった。

### 福澤桃介の経営参加

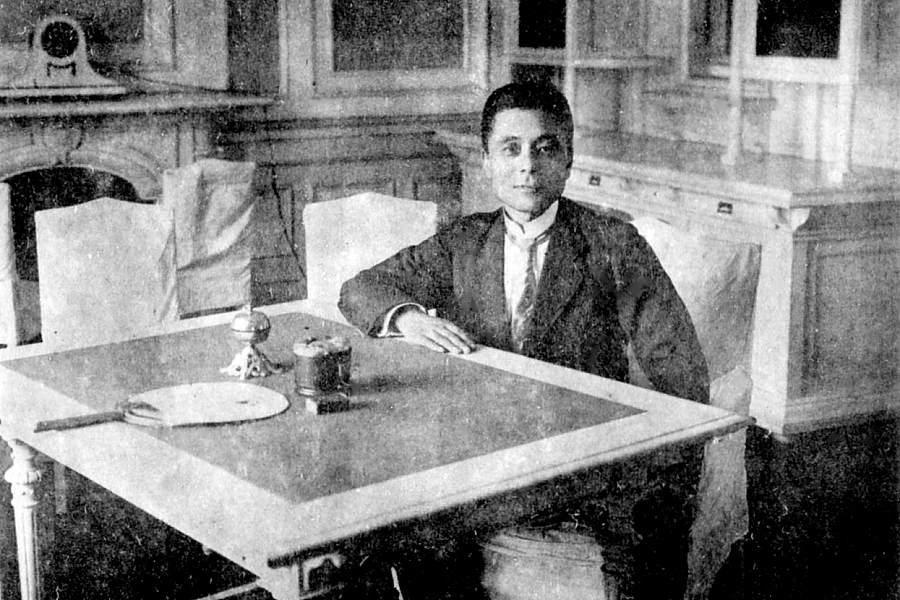
福澤桃介（名古屋電灯本社応接室にて撮影）

明治末期の名古屋電灯では、業績の低下に不満を持つ株主によって「革新会」と称する派閥が形成され、反対に経営陣を支持する株主によって「同盟会」と称する派閥が組織されて社内の主導権争いが発生していた。この動きに関連して、1908年8月、長良川発電所建設に向けた借入金50万円を株主総会が承認したことについて、その決議の無効を求める訴訟が株主の一人から起こされた。1909年（明治42年）10月の大審院でようやく会社側が勝訴するも、訴訟中に従業員による社費横領事件が発覚し、不満をさらに高めた株主らは1908年10月に業務状況などを調査させるよう名古屋地方裁判所に訴えた。訴えは認められ、三井銀行名古屋支店長矢田績、弁護士大喜多寅之助らが検査役に選ばれて同年12月より3か月にわたって帳簿などの精査したが、経営陣による不正は無いと結論付けられた。
こうした混乱の最中、名古屋電灯では東京の実業家福澤桃介による大規模な株式買収が進んでいた。日露戦争後の株式相場で財を成した福澤は、その後各方面に投資を広げており、1907年には名古屋で石炭商を営む友人下出民義に名古屋電灯への投資を勧められていた。このときは下出の誘いを受けなかったものの、慶應義塾の先輩矢田績に検査役となった際の検査書類を見せられ経営しないかと誘われると、福澤は名古屋電灯への投資を決定する。そして1909年2月に名古屋へと赴き、下出・矢田と会って株の買収や支払い方法を打ち合わせた。同年3月から福澤は名古屋電灯の株主名簿に登場、以後買収を進め6月末までに5千株余りを持つ株主となり、翌1910年6月末には1万株を持つ筆頭株主に躍り出た。下出によれば買収資金の出所は三菱銀行であったという。
福澤の進出に対し名古屋電灯側では、まず1909年7月矢田の勧めに応じて福澤を顧問とし、次いで10月には新設の相談役に就けた。翌1910年1月の定時株主総会で福澤は取締役に選出され、5月には常務取締役となった（常務には創業者三浦恵民も在職）。この福澤の進出は既存経営陣に批判的な「革新会」側から歓迎された。
名古屋電灯の経営陣に加わった福澤であったが、株式を買収した段階では競合会社の名古屋電力が存在することを知らなかったという。当時、新興の名古屋電力と既存の名古屋電灯を比較すると、名古屋電力八百津発電所の発電力は名古屋電灯長良川発電所の約2倍、払込資本金も名古屋電力425万・名古屋電灯265万円と2倍近い差があり、名古屋電力が開業し名古屋方面への送電を始めると名古屋電灯の著しい脅威となると見られた。そこで名古屋電灯に進出した福澤は脅威を取り除くべくすぐさま名古屋電力の合併に動き出す。名古屋電力側も資金難に陥っていたため会社間の合併合意には時間がかからなかったが、反対に、名古屋電灯の株主中に渦巻く反対論を抑えるのは難航した。反対派の中心となったのは士族や旧愛知電灯の株主で、合併による配当率低下を危惧していた。このため、解散する名古屋電力の資本金500万円に対し名古屋電灯側の増資を250万円に留めて名古屋電力株主への新株交付を持株2株につき1株とし、これによって生ずる差益金から将来の配当に充てる配当補充金を積み立てる、という合併条件をまとめた。
1910年8月26日の臨時株主総会にて名古屋電力の合併は可決されたが、これに続く役員増員にからみ総会は紛糾した。合併に伴う取締役3名・監査役の2名の増員が総会の議題となったが、この賛否をめぐり、福澤の進出を歓迎する革新会改め「電友会」と、福澤系の経営陣を不安視する同盟会改め「愛電会」の両陣営に株主が分裂し収拾がつかなくなったのである。対立は総会の1週間前からあり、矢田績や名古屋市長加藤重三郎らが斡旋に乗り出していたが、当日深夜になっても株主の意見が一致することはなかった。合併については同年10月28日に成立。その後取締役2名・監査役1名増員という折衷案で妥協がなり、11月の臨時株主総会で可決、兼松熙ら旧名古屋電力の役員が新任された。この総会の1週間後、福澤は常務職を兼松に譲って辞任し（取締役には留任）、一旦経営から退いた。

### 福澤の社長就任

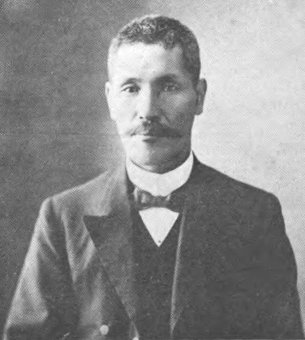
加藤重三郎

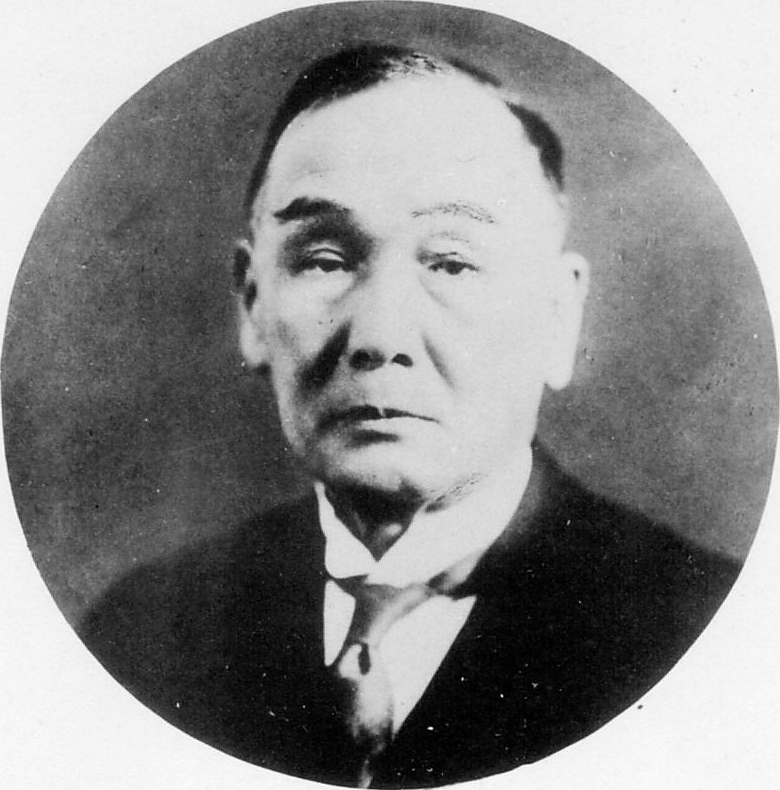
下出民義

名古屋電力の合併により八百津発電所の建設工事を引き継いだが、着工当初から難工事が続いていた上、名古屋電灯移行後もトラブル続きで送電を開始したのは1911年12月のことであった。工事中の1911年4月、825万円の増資を議決して資本金を1600万円とし、さらに社業の拡大に伴って常務の上に社長を置くこととして同年7月名古屋市長の加藤重三郎を迎えた。
出力4,200 kWの長良川発電所に出力7,500 kWの八百津発電所が加わった名古屋電灯では、大口需要の開拓に努め、主として電力供給を拡大した。しかし両発電所の建設費負担は重く財務状態はかえって悪化し、配当補充金を取り崩して配当を維持するものの1912年（明治45年）には配当率を年率12パーセントから9パーセントに引き下げざるを得なくなった。こうした業績の悪化は株主の経営陣に対する批判を強め、豊橋電気の再建や九州での電気事業で好成績を挙げていた福澤桃介の再登板を期待する声を大きくした。批判の高まりを受けて常務の三浦恵民・兼松煕は1912年6月に辞任。次いで大正改元を機に経営を一新すべきという声に押されて同年12月取締役10名と監査役6名全員が一斉に辞任し、直後の株主総会で総改選することになった。
この役員総改選に際しその指名は福澤に一任された。加藤重三郎（社長留任）や兼松煕らが再任されたほか、このとき下出民義も取締役に加わっている。翌1913年（大正2年）1月、福澤は常務に復帰した。こうして経営を握った福澤は九州電灯鉄道支配人の角田正喬を引き抜き名古屋電灯支配人に任命し、営業活動や集金方法の改善など経営改革に取り組んだ。
こうした中の1913年秋、社長の加藤重三郎、取締役の兼松煕らが大須遊廓移転にからむ疑獄事件で起訴された。加藤らは12月の第1審で有罪となった後、翌1914年の第2審で結局無罪となったが、その間、名古屋電灯では社務を執れなくなった加藤に代わって1913年9月に福澤を社長代理に指名した。その後加藤が社長を辞任したため、1914年12月、福澤が後任社長となった。福澤の昇任とともに下出も常務代理から常務となっている（1918年2月からは副社長）。福澤は社長就任後も本拠地を東京に置いたため、以後、福澤が人事・金融を担当し、下出が日常業務のほとんどを代行するという経営体制となった。
供給面では、長良川・八百津両発電所の完成により創業以来初めて販売電力に余剰が生じたため、旧来は限定的であった大口の電力供給を1911年以後積極的に手掛けるようになった。大口需要家には工場以外にも電気事業者や名古屋電気鉄道をはじめとする電気鉄道事業者がある。また供給区域を名古屋市とその周辺部以外にも広げており、1913年10月からは西春日井郡小牧町（現・小牧市）での供給も始めた。その上、1912年中に名古屋電灯からの受電のみを電源とする配電事業者として丹羽郡犬山町（現・犬山市）に犬山電灯、中島郡一宮町（現・一宮市）に一宮電気、同郡稲沢町（現・稲沢市）に稲沢電気、そして知多半島に愛知電気鉄道（電気鉄道・供給事業兼営）が相次いで開業し、名古屋電灯の電気が及ぶ範囲は間接的とはいえ広域化した。

### 木曽川開発と鉄鋼業進出

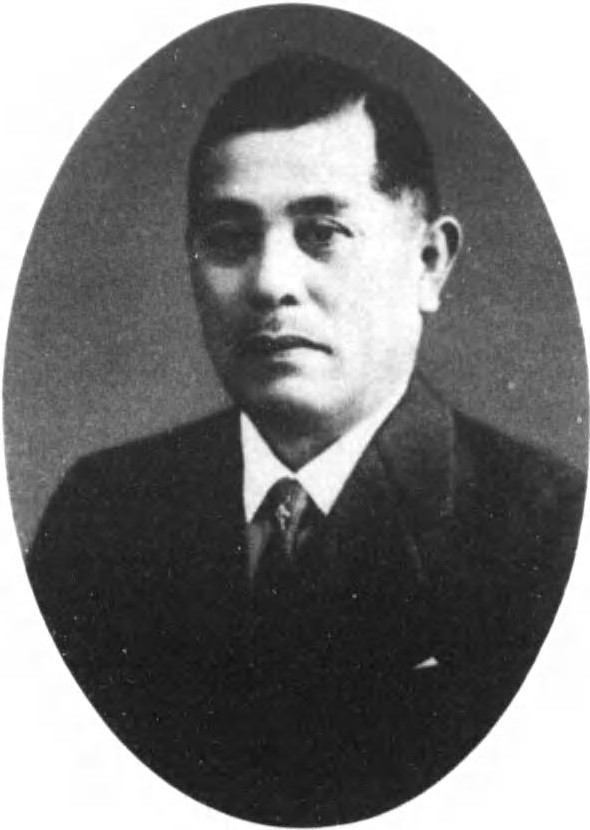
寒川恒貞

1910年代半ば、第一次世界大戦期の主な動きとして木曽川開発の着手と鉄鋼業進出が挙げられる。
具体化が先行したのは鉄鋼業進出である。進出の契機は世界大戦勃発の直後、福澤が余剰電力を利用した工業の起業を計画し、名古屋電灯顧問の寒川恒貞にその調査を命じたことにある。寒川が検討の末にフェロアロイ（合金鉄）や特殊鋼などを製造する「電気製鋼」を提案したことから同事業への進出が決定。会社ではさっそく1915年（大正4年）2月より熱田発電所の一角において実用化に向けた試験を開始し、同年10月には社内に「製鋼部」を新設して工場を着工した。1916年（大正5年）8月19日、工場の操業開始とともに製鋼部を独立させ資本金50万円の「株式会社電気製鋼所」を設立する。操業開始が大戦中の鉄鋼価格高騰期に重なったため、開業早々年率10パーセントの配当をなすなど電気製鋼所の業績は当初から順調であった。電気製鋼所の活況を受けて、名古屋電灯では1917年（大正6年）6月社内に「製鉄部」を設置し、今度は電気で銑鉄を生産するという「電気製鉄」の研究を始めた。

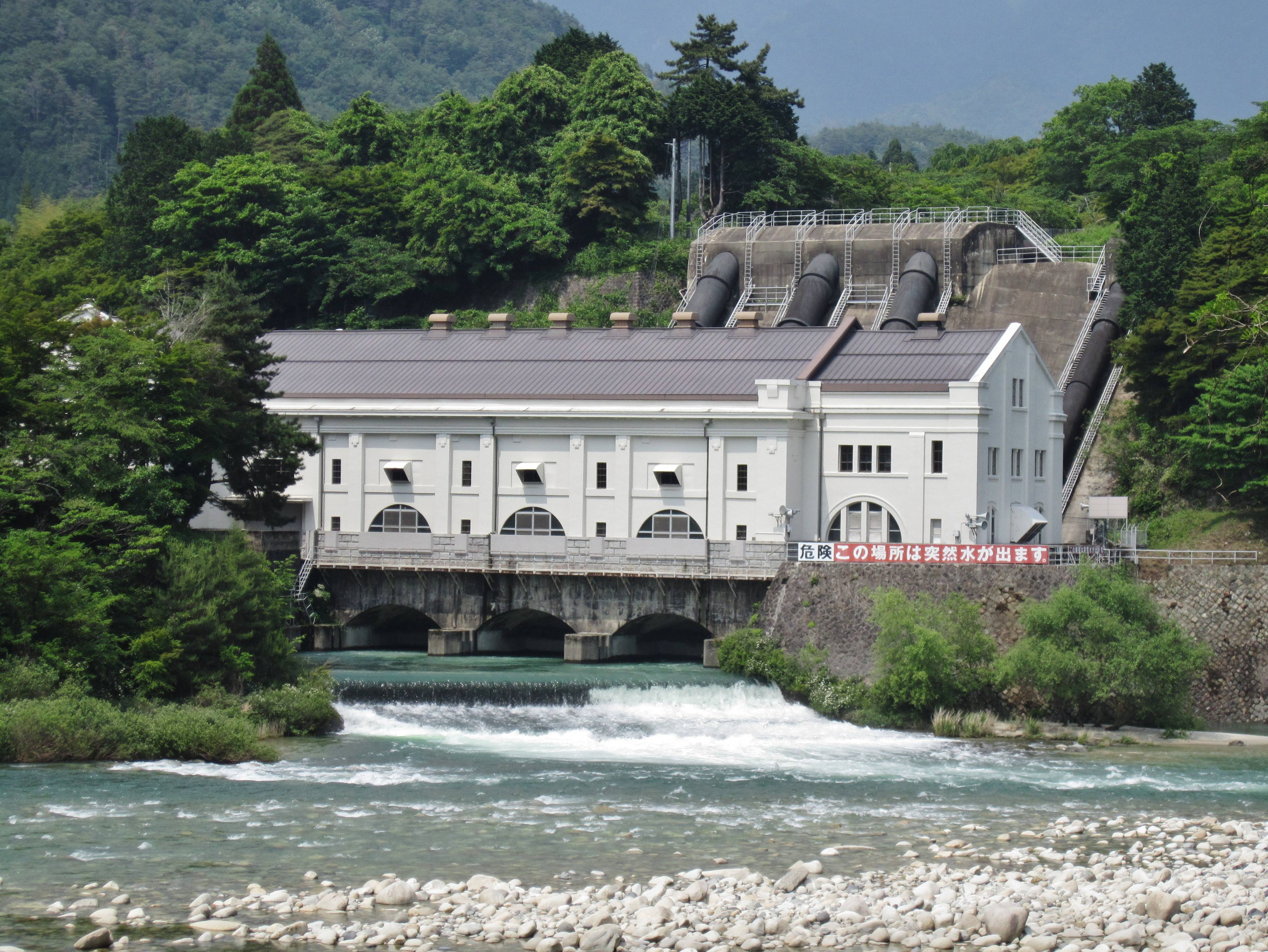
名古屋電灯が着工、木曽電気製鉄が完成させた賤母（しずも）発電所

木曽川開発に関しては、まず1914年初頭、社内に「臨時建設部」が設置された。名古屋電灯は当時すでに木曽川の上流側（長野県側）に2地点の水利権を確保しており、同部では別の地点での水利権出願や既得水力地点の開発に向けた実施計画に関する調査などを手がけた。その後世界大戦による大戦景気が訪れると、電力需要の急増でこれまで余剰電力対策に苦心していた名古屋電灯でも反対に供給力の確保に追われることとなった。まず1915年9月、工期の短い火力発電所（熱田発電所）を新設。次いで1916年5月には八百津発電所の放水落差を活用する放水口発電所を建設している。さらに同年2月、臨時建設部を拡充して水力開発に着手し、1918年（大正7年）4月矢作川に突貫工事で串原仮発電所を完成させ、木曽川では八百津発電所よりも大きな賤母発電所（出力12,600 kW）を着工した。
1918年9月8日、名古屋電灯は木曽川の水利権、建設中の賤母発電所、矢作川の串原仮発電所、それに準備中の電気製鉄事業に関する資産を現物出資（評価額計200万円）し、木曽電気製鉄株式会社（後の木曽電気興業）を設立した。新会社の社長は福澤桃介が兼任。資本金は1700万円であり、名古屋電灯はこのとき資本金1600万円であったから、公称資本金額では母体となった名古屋電灯よりも大きな会社であった。同社の新設で臨時建設部が独立した形となり、以降木曽電気製鉄が一切の電源開発を担い、名古屋電灯は同社より電力の卸売りを受けて配電事業に専念する体制となった。なお長良川・八百津両発電所も新会社に引き継がせる案があったが、名古屋電灯の供給責任上実行されていない。
電気製鉄事業については、木曽電気製鉄設立の同日、名古屋市内に建設されていた工場が操業を開始し、こちらも始動した。しかし同社の電気製鉄事業は間もなく技術的な問題が発生し生産中止に追い込まれる。このことから木曽川の水利権を確保するための看板として当時注目を集めていた新事業・電気製鉄が利用されただけとも言われる。その後製鉄部は銑鉄製造から鋳鋼の製造へと事業を転換した。
木曽電気製鉄はその後木曽電気興業と改称し、さらに1919年（大正8年）11月、京阪電気鉄道関係者との共同出資により大阪送電株式会社を設立して関西地方への送電を構想する。この大阪送電と木曽電気興業、それに山本条太郎率いる日本水力の3社が1921年（大正10年）2月に合併し、大同電力株式会社が発足した。次いで製鉄部門が同年11月に大同製鋼（初代）として同社から分離される。翌1922年（大正11年）7月、その大同製鋼が電気製鋼所より鉄鋼部門を現物出資の形で引き受け、名古屋電灯を母体とする鉄鋼メーカーは大同製鋼改め大同電気製鋼所に一元化された。この大同電気製鋼所は後の大同製鋼（2代目）で、現在の大同特殊鋼の前身にあたる。一方、鉄鋼部門を分離した電気製鋼所は、長野県木曽地域を供給区域とする木曽川電力として1942年（昭和17年）まで存続した。
名古屋電灯本体の業績について見ると、大戦勃発以降は供給拡大によって大幅な増収が続き、設備投資も好景気を背景に借入金ではなく株式払込金の徴収によって可能となったため、経営状態は改善に向った。大戦前、配当補充金が尽きた1913年下期に配当率を年率9パーセントから7.6パーセントに引き下げていたが、1914年以降増配となり、1918年には年率12パーセントの配当に復した。

### 相次ぐ合併

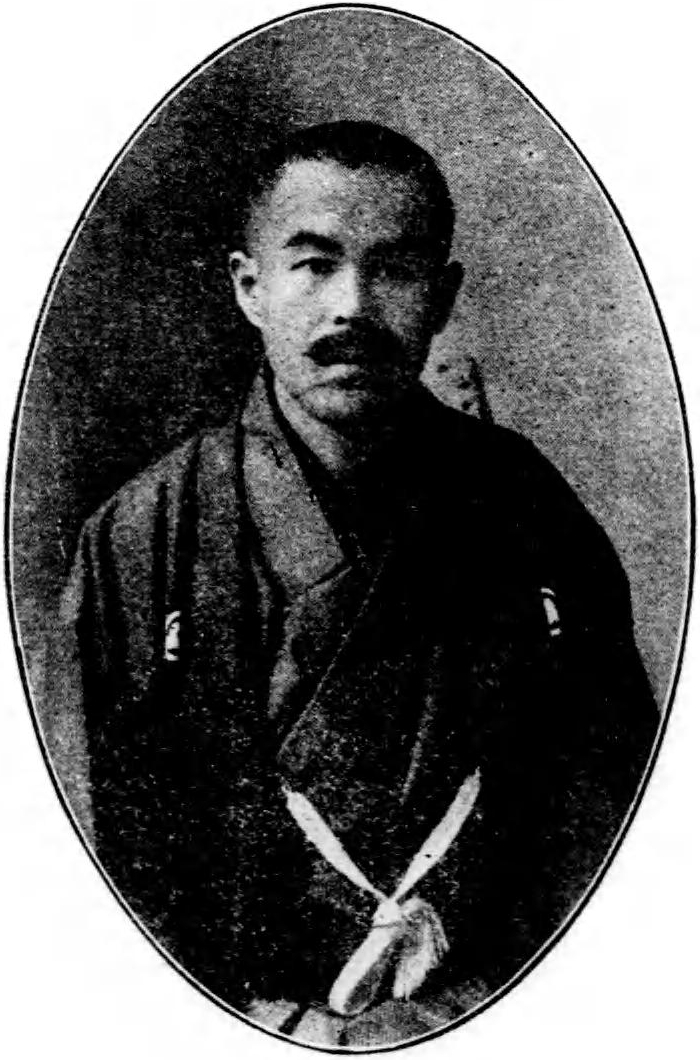
豊橋電気支配人兼技師長今西卓

木曽電気製鉄設立後、1920年（大正9年）から翌1921年8月までの短期間に名古屋電灯は6社の事業者、すなわち一宮電気・岐阜電気・豊橋電気・板取川電気・尾北電気・美濃電化肥料を相次いで合併した。名古屋電灯では合併に先立つ1919年10月に1700万円の増資を決議しており、これも加えて一連の合併後の資本金は4848万7250円に拡大している。
一宮電気株式会社
1912年2月、愛知県中島郡一宮町（現・一宮市）に設立。開業は1913年1月で、一宮町とその周辺や丹羽郡古知野町・布袋町（現・江南市）などへ供給した。発電所を持たず、名古屋電灯から受電し配電に充てていた。資本金は50万円。
1919年12月20日株主総会で合併決議、翌1920年4月24日合併成立。合併に伴う資本金増加は75万円。
岐阜電気株式会社
前身の岐阜電灯は1894年7月開業。1907年に新会社の岐阜電気へと改組した。供給区域は岐阜県のうち岐阜市・大垣市などで、揖斐川支流の粕川に自社の水力発電所を所有していたが、供給力不足のため1918年より名古屋電灯から受電していた。合併時の資本金は600万円（払込375万円）。
1920年10月25日合併決議、翌1921年1月23日合併成立。合併に伴う資本金増加は825万円。
豊橋電気株式会社
豊橋電灯の名で1894年2月設立、同年4月開業。供給区域は豊橋市や豊川町（現・豊川市）、それに静岡県浜名郡西部（現・湖西市）などで、名古屋電灯とは電力需給関係はなかったが福澤桃介が社長を兼ねていた。合併時の資本金は240万円（払込173万円）。
1920年12月20日合併決議、翌1921年4月20日合併成立。合併に伴う資本金増加は378万円。
板取川電気株式会社
1909年7月設立、翌1910年12月開業。供給区域は岐阜県のうち武儀郡美濃町（現・美濃市）・関町（現・関市）などで、電源は自社の水力発電所であった。合併時の資本金は100万円（払込75万円）。
尾北電気・美濃電化肥料とあわせて1921年3月25日合併決議、同年8月21日合併成立。3社合併に伴う資本金増加は270万7250円。
尾北電気株式会社
1918年3月、犬山電灯と可児川電気が合併し設立。供給区域は愛知県丹羽郡犬山町（現・犬山市）や岐阜県可児郡の町村（現・可児市・御嵩町）で、自社の水力発電所や板取川電気・名古屋電灯からの受電を電源とした。合併時の資本金は100万円（払込40万円）で、株式の4割を板取川電気が所有していた（合併に伴い同社保有分は消却）。
美濃電化肥料株式会社
1918年6月「美濃電化」の社名で設立（社名変更は1920年4月）。美濃町に本社を置き、板取川に白谷発電所を建設して炭化カルシウム（カーバイド）を製造するとともに板取川電気へ電力を供給した。合併時の資本金は300万円（払込100万円）で、全6万株のうちの1万7000株を板取川電気が所有していた（合併に伴い同社保有分は消却）。
合併に並行して周辺事業者の株式取得も積極化された。まず知多半島の愛知電気鉄道が1919年12月に増資を決議すると、名古屋電灯は新株2万株を引き受けて筆頭株主に登った。また1920年時点では中島郡稲沢町の稲沢電灯（旧・稲沢電気）と海部郡津島町（現・津島市）の両社で半数近くの株式を持つ筆頭株主となっている。他方で、岡崎市を本拠とする岡崎電灯の合併も想定されていたものの、1921年3月の株主総会で福澤が説明するところによると同社の重役中には「悲壮の精神」をもって他社との合併を拒む者もあり、当面の合併は不可能であったという。
豊橋電気・板取川電気などとの合併がまだ手続き中の段階にあった1921年3月31日、名古屋電灯は関西水力電気との間に合併仮契約を締結した。この合併はこれまでのものとは異なり名古屋電灯を被合併会社、相手側（関西水力電気）を存続会社とするものであり、合併に伴って名古屋電灯は解散することとなった。
関西水力電気株式会社
1905年11月29日、奈良県奈良市に設立。先に開業していた奈良電灯から事業を引き継ぎ奈良市に供給したほか、山辺郡丹波市町（現・天理市）、高市郡八木町（現・橿原市）、北葛城郡高田町（現・大和高田市）などにも供給区域を広げた。合併時の資本金は450万円。
名古屋電灯との合併条件は、合併に伴って6464万9650円の増資を行い（合併後の資本金は6914万9650円）、それに伴う新株129万2993株を解散する名古屋電灯の株主に対し持株3株につき4株の割合で交付する、というものであった。
名古屋電灯側が解散するという関西水力電気との合併条件について経営陣は理由を詳しく説明しなかったというが、地元紙『新愛知』では関西水力電気側には勢力の大きい会社を合併することによる株価の高騰、名古屋電灯側には持株数の増加や合併慰労金などの交付があって双方の株主に利益となるためであろうという推測を載せている。契約締結後、1921年4月28日名古屋電灯の株主総会にて、翌29日関西水力電気の株主総会にてそれぞれ合併が決議される。同年9月14日には逓信省からの合併認可も下りた。そして同年10月18日、関西水力電気にて合併報告総会が開催されて合併が完了、同日をもって名古屋電灯は解散した。またこの総会にて関西水力電気は「関西電気株式会社」へと改称している。
こうして名古屋電灯は消滅したが、この合併では形式上は関西水力電気を存続会社とするものの実質的には規模の大きい名古屋電灯による関西水力電気の吸収であり、その証左に本店は奈良市から名古屋市に変更され（名古屋市新柳町の旧名古屋電灯本社を引き続き使用）、経営陣も社長福澤桃介、副社長下出民義、常務神谷卓男・角田正喬など名古屋電灯側の役員が入ったのに対し関西水力電気から選任されたのは常務の加納由兵衛（関西電気では取締役）のみであった。

### 政争

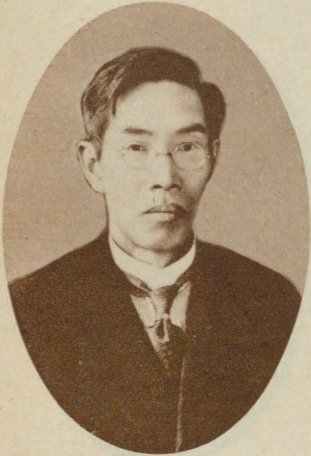
大喜多寅之助

関西電気（名古屋電灯）が合併路線を採っていた1920年前後の時期は、名古屋市会を舞台に会社を巻き込む政争が発生していた。その発端は名古屋電灯と名古屋市の間に締結されていた報償契約であった。
福澤が名古屋電灯に参入するよりも前の1908年4月、当時の常務三浦恵民は名古屋市との間に報償契約を締結した。その主たる内容は、
- 会社は決算期毎に報償金を市に納付する。その金額は市内における事業にかかる純益金の4パーセント（1917年より5パーセントに改訂）。
- 電気料金の値上げや他事業者の合併は市の承認を必要とする。
- 市は、市が所有もしくは管理する道路・橋梁・営造物・その他市有物件などにおいて会社が電柱・線管を建設することを承認する。その際使用料や特別税を徴収しない。また名古屋電灯・名古屋電力以外の電気事業者にはこの権利を認めない。
- 契約の有効期間は締結から25年間。満期後市は事業を市営化する権利を得る。買収価格は、(1) 名古屋株式取引所における会社株式の3か年平均株価、(2) 3か年の利益・配当の年額平均を20倍したもの、この2つを平均した価格による。

というものであった。
1920年になって、名古屋電灯は会社にとって不利なこの報償契約の破棄ないし改訂を目指して運動を始めた。その契機は4月の道路法施行で、報償契約の効力に疑義が生じたと主張していた。会社と市は折衝を続けたが意見は一致をみず、1920年12月、新しい協定に向けて手続きに至急着手するとともにその間は報償金納付と合併承認については従来通り履行する、という旨の覚書きを交わした。
このころの名古屋市会について見ると、議会の多数派は立憲政友会系議員であった。この政友会系の議員には、名古屋電灯副社長の下出民義をはじめ、前社長加藤重三郎、法律顧問青山鉞四郎など同社の関係者が多くいたことから、「電政派」とも呼ばれていた（ただし監査役の磯貝浩は憲政会系）。1921年4月、名古屋電灯は関西水力電気との合併について報償契約に基づく承認を市に対して求めた。6月になり合併承認の件が市会に上程されることとなったが、その当日になって青山鉞四郎の緊急動議によって佐藤孝三郎市長の後任選挙に差し替えられた。この結果政友会系の議員で議長を務める大喜多寅之助が市長に就任し、青山が後任議長となった。名古屋電灯は報償契約改訂・破棄に向けて運動中であったため、電政派市長の擁立は大きな社会的反響を呼んだ。
合併承認の件は9月に市会で審議され、そこで非電政派（憲政会系）は、会社が合併を繰り返すのは買収価格を吊上げて市営化を断念させるため策略であり、また先に木曽電気製鉄を独立させたのは水利権を報償契約の範囲外に置くための措置であったなどと電政派および名古屋電灯を激しく批判した。しかし結局多数を占める電政派の意見が通って委員会付託となり、委員会の結果報償契約を関西水力電気に継承させるなどの条件付での合併承認が決まった。
翌10月の市会議員選挙では電政派の市政運営に対する市民の批判が高まり、非電政派が多くの支持を集めた。非電政派の演説会に参加した市民がその終了後に名古屋電灯の施設や大喜多の邸宅、政友会系の新愛知新聞社を包囲・襲撃するという事件も発生したという。この選挙の結果は加藤重三郎が落選するなど政友会系（電政派）の敗退、憲政会系（非電政派）の勝利であった。11月には大喜多の市長不信任案が可決され、翌年川崎卓吉に交代した。大喜多の退陣によって名古屋電灯（関西電気）の報償契約改訂・破棄運動も失敗に終わった。

### 東邦電力発足

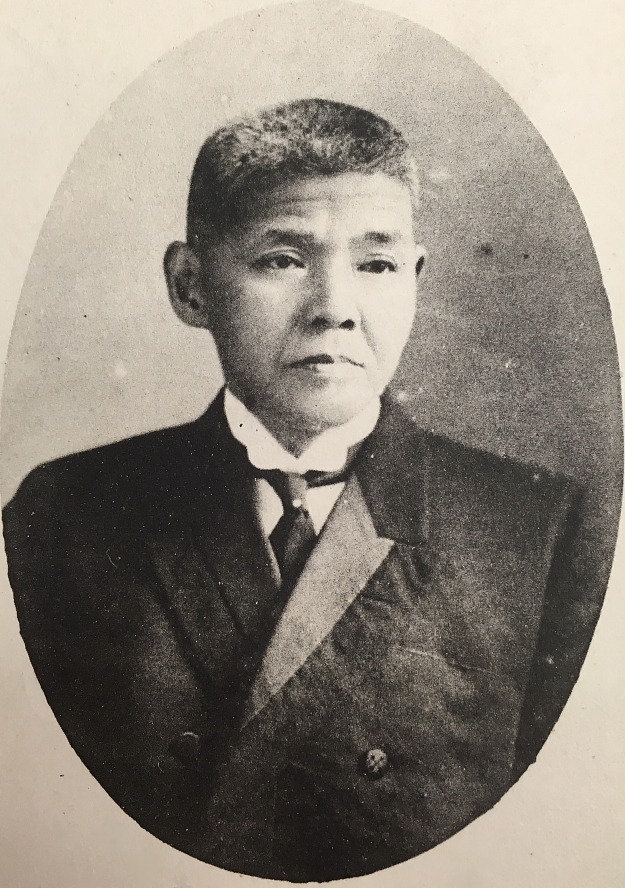
伊丹弥太郎

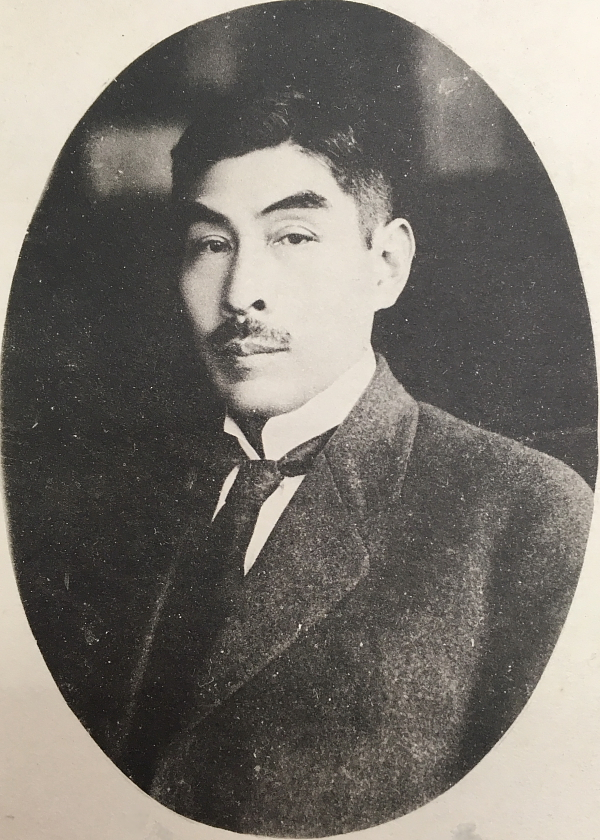
松永安左エ門

市会における政争以外にもこの時期の名古屋電灯（関西電気）を取り巻く内外の環境は悪化していた。事業について見ると、関西電気が発足するころになると名古屋では市街地の膨張に対して供給施設が追いついておらず、供給力不足（水力発電が主電源のため渇水期には特に電力不足であった）や送変電・配電設備の不備から停電が頻発しており、地元の不満が高まっていた。また経理面では、事業資金調達の必要性から株価の上昇を狙って1921年上期の配当率を年率20パーセントに引き上げるという高配当策を採ったことで行き詰まりつつあった。その上、この高配当は1921年上期末時点で全体の6.4パーセントの株式を持つ筆頭株主である社長の福澤自身を利するものとして非難の的にもなった。
1921年11月16日、福澤桃介は東京海上ビル（東京）にある自身の事務所に新聞記者を呼び寄せ関西電気取締役社長を辞すると発表した。副社長下出民義と取締役に復帰していた兼松煕の辞任も同時に発表された。福澤は辞任の理由を、世間では様々な憶測があるようだが、会社の経営が順境なときにその潮時を見計らって辞職するのが自らの主義であるから、関西電気でも経営状態が順境に向かっているためこのを機会に退くのである、と語っている。12月23日、関西電気成立後最初の定時株主総会をもって福澤ら3名は辞任し、新たに九州電灯鉄道社長の伊丹弥太郎が新社長に、同社常務の松永安左エ門が新副社長にそれぞれ就任した。伊丹は佐賀の財界人、松永は福澤の慶應義塾時代の後輩で、当時は福岡を拠点に電気事業の経営にあたっていた。経営陣交代の時点で関西電気と九州電灯鉄道の合併は内定しており、25日に両社の間で合併契約が締結された。合併条件は、存続会社の関西電気が九州電灯鉄道の資本金と同額の5000万円を増資して同社株主に対し持株1株につき新株1株を交付する、というものであった。
経営陣交代の経緯は、福澤から引き継いだ松永の回想によると、周囲との対立で行き詰った福澤が状況を打開するために名古屋電灯を関西水力電気と合併させたが、そのようなことでは解決しないところまで事態が悪化していたため、さらなる打開策として九州電灯鉄道と合併させて松永を「ピンチヒッター」としたのだという。福澤自身は後年、伊藤次郎左衛門（松坂屋経営）など名古屋の財界人や憲政会の小山松寿（名古屋新聞社経営）から排斥されたことに対する反抗心から関西への進出を企て、木曽川開発つまり大同電力の方に集中するために名古屋電灯を九州電灯鉄道に合併してしまったと語っている。また同時代の実業家青木鎌太郎は、福澤らの退陣は、市会の政友会系議員と組んで市政を壟断していると批判を受けた電政派問題の責任をとったことが有力な理由であったようだと述べている。
関西電気と九州電灯鉄道の合併は翌1922年（大正11年）5月31日付で逓信省から認可された。資本金は1億円超となり、供給区域は九州地方を含む12府県に及んだ。このように関西電気は社名の「関西」を超えて営業範囲が広がったため、新社名を公募し同年6月26日の定時株主総会にて社名を変更、「東邦電力株式会社」となった。同時に定款記載の本店を名古屋市から東京市へと変更し、本社を東京海上ビルへと移している。こうして名古屋電灯から関西電気を経て発展した東邦電力は、以後戦前期の大手電力会社「五大電力」の一角として1942年（昭和17年）に解散するまで活動することとなる。

### 業績推移表
1902年（明治35年）から関西水力電気と合併する直前の1921年上期までの期別業績の推移は以下の通り。決算期は、1909年7月の定款改定までは毎年6月（上期）・12月（下期）、改定後は毎年5月（上期）・11月（下期）の2回である。
| 年度   | 公称 資本金 | 払込 資本金 | 収入  | 支出  | 純利益 | 配当率 （年率） | 備考                             | 出典    |
| ------ | ----------- | ----------- | ----- | ----- | ------ | --------------- | -------------------------------- | ------- |
| 1902上 | 500         | 373         | 56    | 33    | 23     | 12.0%           |                                  | [ 116 ] |
| 1902下 | 500         | 373         | 62    | 34    | 27     | 13.0%           |                                  | [ 116 ] |
| 1903上 | 500         | 415         | 69    | 38    | 31     | 14.0%           |                                  | [ 116 ] |
| 1903下 | 500         | 457         | 74    | 40    | 33     | 14.0%           |                                  | [ 116 ] |
| 1904上 | 500         | 500         | 81    | 41    | 40     | 14.0%           |                                  | [ 116 ] |
| 1904下 | 500         | 500         | 83    | 44    | 38     | 14.0%           |                                  | [ 116 ] |
| 1905上 | 1,000       | 625         | 98    | 52    | 46     | 14.0%           | 1905年5月増資完了                | [ 116 ] |
| 1905下 | 1,000       | 700         | 116   | 68    | 47     | 14.0%           |                                  | [ 116 ] |
| 1906上 | 1,000       | 700         | 142   | 88    | 53     | 14.0%           |                                  | [ 116 ] |
| 1906下 | 1,000       | 850         | 173   | 108   | 64     | 16.0%           |                                  | [ 116 ] |
| 1907上 | 1,250       | 1,250       | 242   | 140   | 102    | 14.0%           | 1907年6月東海電気合併            | [ 116 ] |
| 1907下 | 5,250       | 2,250       | 274   | 142   | 131    | 12.0%           | 1907年10月増資完了               | [ 116 ] |
| 1908上 | 5,250       | 2,250       | 281   | 135   | 146    | 12.0%           |                                  | [ 116 ] |
| 1908下 | 5,250       | 2,250       | 304   | 157   | 146    | 12.0%           |                                  | [ 116 ] |
| 1909上 | 5,250       | 2,250       | 338   | 196   | 141    | 12.0%           |                                  | [ 116 ] |
| 1909下 | 5,250       | 2,650       | 353   | 183   | 170    | 12.0%           |                                  | [ 116 ] |
| 1910上 | 5,250       | 3,250       | 342   | 167   | 175    | 12.0%           |                                  | [ 116 ] |
| 1910下 | 7,750       | 6,116       | 361   | 184   | 207    | 12.0%           | 1910年10月名古屋電力合併         | [ 116 ] |
| 1911上 | 7,750       | 7,750       | 461   | 180   | 280    | 12.0%           |                                  | [ 116 ] |
| 1911下 | 7,750       | 7,750       | 499   | 253   | 246    | 12.0%           |                                  | [ 116 ] |
| 1912上 | 16,000      | 9,812       | 562   | 306   | 254    | 9.2%            | 1912年2月増資完了                | [ 116 ] |
| 1912下 | 16,000      | 9,812       | 655   | 350   | 305    | 9.2%            |                                  | [ 116 ] |
| 1913上 | 16,000      | 9,812       | 762   | 431   | 331    | 9.2%            |                                  | [ 116 ] |
| 1913下 | 16,000      | 10,637      | 824   | 413   | 410    | 7.6%            |                                  | [ 116 ] |
| 1914上 | 16,000      | 10,637      | 937   | 452   | 484    | 8.0%            |                                  | [ 2 ]   |
| 1914下 | 16,000      | 10,637      | 930   | 431   | 498    | 8.0%            |                                  | [ 2 ]   |
| 1915上 | 16,000      | 10,637      | 994   | 500   | 494    | 8.5%            |                                  | [ 2 ]   |
| 1915下 | 16,000      | 10,637      | 1,004 | 507   | 497    | 8.5%            |                                  | [ 2 ]   |
| 1916上 | 16,000      | 11,875      | 1,081 | 536   | 545    | 9.0%            |                                  | [ 2 ]   |
| 1916下 | 16,000      | 11,875      | 1,229 | 574   | 654    | 9.0%            |                                  | [ 2 ]   |
| 1917上 | 16,000      | 11,875      | 1,413 | 628   | 785    | 10.0%           |                                  | [ 2 ]   |
| 1917下 | 16,000      | 12,700      | 1,603 | 717   | 885    | 11.0%           |                                  | [ 2 ]   |
| 1918上 | 16,000      | 13,525      | 2,111 | 1,246 | 865    | 12.0%           |                                  | [ 2 ]   |
| 1918下 | 16,000      | 13,525      | 2,133 | 1,230 | 902    | 12.0%           |                                  | [ 2 ]   |
| 1919上 | 16,000      | 13,525      | 2,557 | 1,609 | 948    | 12.0%           |                                  | [ 2 ]   |
| 1919下 | 16,000      | 16,000      | 3,023 | 1,717 | 1,305  | 18.0%           |                                  | [ 2 ]   |
| 1920上 | 33,750      | 21,000      | 3,646 | 2,325 | 1,320  | 12.0%           | 4月増資完了・一宮電気合併        | [ 2 ]   |
| 1920下 | 33,750      | 21,000      | 4,206 | 2,378 | 1,827  | 14.0%           |                                  | [ 2 ]   |
| 1921上 | 45,780      | 28,881      | 7,379 | 4,188 | 3,190  | 20.0%           | 1月岐阜電気合併・4月豊橋電気合併 | [ 2 ]   |

## 供給の推移
以下、沿革のうち供給の推移について詳述する。

### 開業初期
開業前の1889年（明治22年）6月に名古屋電灯が作成した広告によると、当初の配電地域として指定されたのは名古屋市南長島町（現・栄二丁目）の発電所を起点に北は本町、東は栄町、西は堀川を渡った先（船入町・東柳町など）、南は大須方面の門前町・橘町までの範囲の計41町とある。同年12月15日に開業した際、配電線の延長は14キロメートル余りで、需要家数は241戸、電灯の点灯数は400灯余りであった。
開業時、電灯の点灯時間は日没から3時間であり、「3時間灯」と称した。翌1890年（明治23年）2月には日没から23時まで点灯する「5時間灯」を新設し、その後0時までの「半夜灯」、翌日2時までの「2時灯」と徐々に供給時間を拡大していき、同年4月から「終夜灯」を設定している。先に触れた開業前の広告によると、供給区分は10燭の白熱電球または500燭・1000燭・1200燭のアーク灯を取り付け点灯時間ごとに料金を徴収する「定時灯」、使用量を電力量計（メーター）で計測して従量料金を徴収する「不定時灯」、大口需要に前払いを認める「特約灯」の3種があり、その月額料金は10燭白熱電球による定額灯の場合半夜灯1円20銭・2時灯1円40銭・終夜灯1円80銭（いずれも器具は会社負担）であった。
開業1年後の1890年11月より、陸軍第三師団の市内各隊へ電灯供給を開始した。続いて官庁・銀行・会社などへ供給を開始すると、これが一般民家の需要も喚起して、同年末時点の白熱灯数は1,157灯と開業1年間で3倍近い規模となった。

### 1890年代
1891年（明治24年）1月、帝国議会仮議事堂火災が発生する。その原因が漏電によるものと伝えられたため、名古屋電灯でも点灯の取り消しが相次いで需要の伸びは一旦停滞した。その対策として2月に官公吏や需要家を招待して安全性をアピールする実地実験を実施している。続いて10月28日には濃尾地震が発生。名古屋電灯も被災して12月28日まで送電停止を余儀なくされた。
しかしこの震災は、電灯の安全性を市民に周知させる好機となった。それに加えて震災を期に興行場での石油ランプの使用が制限されたため、震災後は電灯の需要が急増した。さらに翌1892年（明治25年）3月に大須大火が発生し、その後も大小の火災が続いた際に、出火原因が石油ランプやろうそくであると伝えられたために、電灯の需要増加に拍車がかかった。需要増加の結果、1893年（明治26年）2月に名古屋電灯は初めての発電所増設を行っている。また1893年11月には「点灯規則」を制定し、1894年（明治27年）1月1日より実施した。規則に定められた白熱電球の燭光数は5燭・10燭・16燭・25燭・32燭・50燭・100燭の7種で、供給料金の一例として定時灯のうち10燭終夜灯を挙げると月額1円12銭（会社支給の電球を用いると1円45銭）であった。
1894年11月に同じ名古屋市内で愛知電灯が開業したため、名古屋電灯では対抗上翌1895年（明治28年）1月より電灯料金を値下げした。値下げの結果さらなる需要を喚起したために同年12月第2次の発電所増設に踏み切っている。しかしこの競争は日清戦争戦中・戦後の燃料石炭価格高騰と重なったため、1896年5月に愛知電灯との合併が成立したのち、1896年（明治29年）12月に開業以来初めてとなる料金の値上げを行った。以降も1897年（明治30年）3月、翌1898年（明治31年）3月と料金を値上げた。値上げ後の電灯料金は10燭終夜灯の場合月額1円28銭である。
開業10周年を迎えた1899年（明治32年）の取付電灯数は8,854灯であった。

### 1900年代
1901年（明治34年）7月、交流高圧送電方式を採用する水主町発電所が完成した。翌1902年（明治35年）の下期より名古屋電灯では電動機利用のための電力供給を開始する。当初の需要は電動機1台のみで、しかも夜間送電のみであったが、その後日露戦争勃発に伴う軍需品製造などで需要は徐々に増加し、1904年（明治34年）10月には昼間の送電も始まった。1904年6月制定の電力供給規則によると、電力料金は使用時間にかかわらず一定額を徴収する定額制が採られており、1馬力電動機の場合は月額12円であった。
1904年1月、瀬戸町（現・瀬戸市）に供給していた三河電力、後の東海電気が名古屋市内でも電気の供給を開始した。同社の進出は1906年（明治39年）3月になって特に激しくなり、市内における名古屋電灯の未開業地域に電線を延長するとともに、名古屋電灯既開業地域では道路外の民有地に電柱を建設し電線を架設して供給地域の拡張を図った。同社の市内における電灯供給数は1906年末時点で465戸・1,877灯に及んだが、急速に拡大した要因は水力発電による低廉な料金であった。名古屋電灯は1906年2月に電灯料金の値下げを実施し、10燭終夜灯では月額85銭としていたが、東海電気ではこれを月額65銭で供給していたのである。その対抗上、名古屋電灯でも東海電気が配電する地域では同社の料金水準に割引して供給せざるを得なくなった。
1906年は日露戦争後の好況に灯油価格の高騰、電灯料金の値下げが重なり、東海電気の参入にもかかわらず供給成績が大きく伸長した年であった。年間の増加数は電灯1万灯余り、電力供給309馬力であり、前年末に比して電灯は1.5倍、電力は2倍の増加となった。前年上期に登場した電気扇風機も66台を数えた。なお2月の料金改定は、料金の大幅値下げと終夜灯以外の供給種別整理を伴うものである。需要急増の一方、供給力の拡充が追い付かなくなったため11月から水主町発電所の増設が完成する12月末まで、電灯・電力供給の新規受付を一切謝絶せざるを得なくなった。翌1907年（明治40年）7月、東海電気の合併が成立し、名古屋電灯は瀬戸町などを供給区域に追加している。東海電気から引き継いだ電灯数は3,388灯、電力供給馬力数は178馬力である。
開業20周年を迎えた1909年（明治42年）11月末時点の取付電灯数は5万4937灯であり、開業時に比して100倍以上、10年前と比べても6倍強に増加していた。また電力供給は1,145馬力であった。

### 1910年代前半

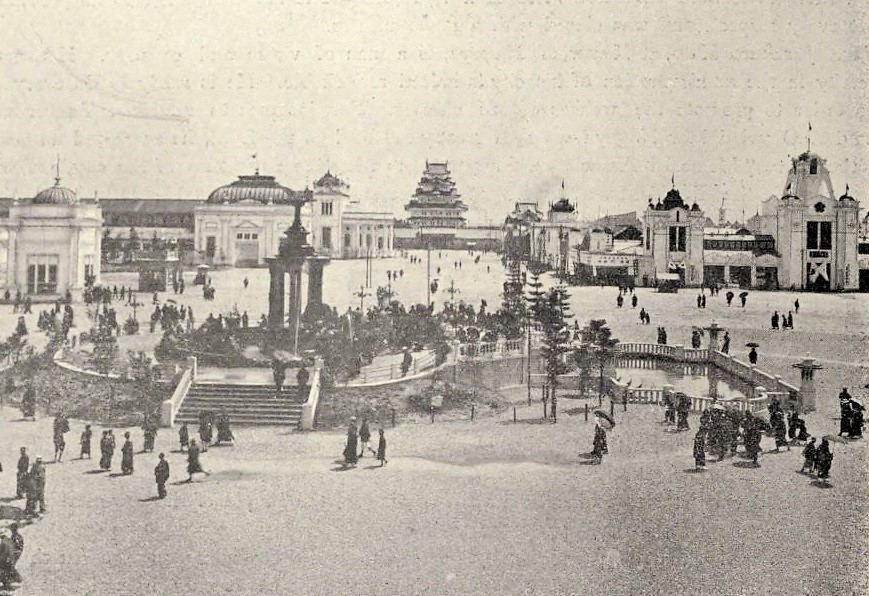
第10回関西府県連合共進会の様子

1910年（明治43年）の3月16日から6月13日にかけて、名古屋市鶴舞公園にて愛知県主催の第10回関西府県連合共進会が開催された。90日間で263万人の入場者を集めたこの共進会の開催に際し、名古屋電灯は会場内外の電灯設備の設置を請け負い、長良川発電所の完成を開会に間に合わせて会場内外に電灯2万5834灯・イルミネーション3万3569個を点灯させた。加えて会場内の「機械館」に長良川発電所の立体模型や電灯・小型モーター・電熱器・扇風機などを出展し、電気に関する知識の普及と需要喚起に努めた。閉会後は需要開拓を図るべく、同年8月から電球をすべて会社負担に切り替え、新たに門灯の割引制度を設けた。
長良川発電所と八百津発電所という2つの大規模水力発電所の完成により、名古屋電灯では創業以来初めて販売電力に余剰が生じた。このことから1910年代以降は余剰電力の消化を目的に大口の電力供給に注力し、工場、電気鉄道、他の電気供給事業者など新規需要を開拓、電気の供給地域を名古屋市とその周辺のみならず愛知県外にも拡大していく。大口電力需要家は長良川発電所建設以前には瀬戸電気鉄道（1907年3月供給契約締結）ほか数社と少数であったが、1911年（明治44年）に愛知織物（2月）・帝国撚糸（9月）・名古屋電気鉄道（12月）へと供給を開始。その後も愛知電気鉄道・尾張電気軌道・一宮電気・尾北電気・稲沢電気・岐阜電気・知多瓦斯（後の知多電気）・日英水電・日本車輌製造・三重紡績（後の東洋紡績）半田工場といった大口需要家への供給を開始した。小口供給についても電力料金が引き下げられ、1馬力の場合従来月額12円だったものが1911年6月より10円75銭となった。電力供給実績は1913年（大正2年）上期に1万馬力を越え、1914年（大正3年）下期末時点では1万3789馬力に達した。
一方電灯供給については、1911年（明治44年）下期に10万灯を越えた。しかしその裏側では名古屋瓦斯（1907年開業）が供給するガス灯の普及が著しく、同じ時点では4万灯近くに達していた。以後、1914年に倍増となる8万灯を超えるまでガス灯は勢力拡大を続けていく。これに対し、名古屋電灯ではガス灯との対抗上1912年1月に電灯料金を引き下げ（10燭灯は月額85銭から80銭へ）、2月には電灯勧誘規定を制定して外交員を置き電灯販売に努めた。販路拡張の結果、1912年には1年間で4万灯の増灯を達成している。ただし福澤桃介が経営を握って支配人角田正喬による業務改革が始まると、電球を撤去済みでも取付灯数に含めていたという計算方法が改められて1913年2月末に1万6138灯が電灯数から差し引かれた。その後も販路拡張策は継続され、同年9月25日からは1か月間にわたり創立25周年記念のキャンペーンが行われた。増設希望者に福引券を配る、支配人以下全職員に責任灯数を割り当てて勧誘に当たらせるなどの活動の結果、1か月で1万2941灯の増灯をみた。
大口電力供給のみならず一般供給においても供給区域の拡大がみられた。名古屋市の西側では、1912年11月より愛知郡下之一色村（現・名古屋市中川区）および海部郡蟹江町への送電を開始。北部では翌1913年10月より西春日井郡小牧町（現・小牧市）での供給も始めた。こうして電灯・電力ともに郡部での利用も増加していくが、供給成績の伸びは名古屋市内の方が大きい。1914年末時点における電灯数は計18万8950灯であった。
また電灯供給については、1913年上期から従来の炭素線電球に比べ消費電力が3分の1前後と小さいタングステン電球の採用が始まった。高燭光の電球から順次切り替えが進められ、1916年下期末の段階では炭素線電球のまま残るのは5燭以下の電球の半数となった。

### 1910年代後半
1914年に第一次世界大戦が勃発すると電力需要はさらに増加し、特に大戦中の後期から戦後にかけては著しい増加を示した。この時期には中京地方の主要産業である紡績業において、石炭価格の高騰や大戦景気に押された事業拡大に伴い動力を蒸気機関から電動機に転換する動きが広がった。1915年から1920年（大正9年）にかけて、名古屋電灯では豊田自働紡織・近藤紡績・菊井紡績・東京モスリン名古屋工場・大日本紡績一宮工場などと大口供給契約を新たに締結。すでに半田工場に供給済みである東洋紡績についても、三重県の富田工場・四日市工場が供給先に加えられた。
社長の福澤桃介が創立にかかわった企業が需要家に加わった点も特徴である。1916年（大正5年）8月に発足した電気製鋼所のほか、ソーダ会社の東海曹達（桃介の長男福澤駒吉が経営、1916年12月設立）、セメント製造の名古屋セメント（1918年設立）、人造黒鉛電極製造の東海電極製造（1918年4月設立、現・東海カーボン）がこれにあたる。また名古屋電灯から電力を供給する電気事業者も増加しており、1915年以降は津島の尾州電気、三重県の北勢電気が加わっている。電力供給実績は1917年（大正6年）に2万馬力を越え、1919年（大正8年）11月末時点では3万6403馬力を数える。また同年度より電力料収入が電灯料収入を上回るようになった。
電灯供給も大戦後期から戦後にかけての時期に大きく拡大し、1916年上期に20万灯を突破、1919年には1年で5万灯の増加を示して同年11月末時点での電灯数は33万4076灯に達した。供給区域も引き続き拡大され、1916年4月より東春日井郡勝川町・鳥居松村・篠木村（現・春日井市）への供給を開始している。さらに料金の値下げも相次いだ。1914年9月に発生した名古屋電気鉄道に対する電車焼き討ち事件が示すように、電車賃や電気料金は常に値下げの圧力にさらされており、名古屋電灯では1914年2月・1916年2月・1917年2月の3回にわたって電灯料金・電力料金を引き下げた。1917年2月の改訂では、定額灯は8燭灯月額50銭・16燭灯65銭・24燭灯80銭、従量灯は1キロワット時あたり14-6銭（逓減制）、などと電灯料金が定められ、以後東邦電力時代の初期までその料金制度が維持された。
電灯供給では値下げのたびに需要家に対する勧誘活動が繰り返された。中でも1916年2月の料金値下げを機に実施されたより明るい電灯への切り替え（高燭化）の勧誘は大規模なもので、料金改定前の1月中旬より、広告を市内全域に配布する、自社電柱に広告を貼付する、理髪店・銭湯など市内要所に絵入りのビラを掲示する、本社のショーウィンドーに電飾を施す、社員・勧誘員・集金人を総動員し戸別訪問を行う、といった活動を展開、1月の1か月間だけで20万燭の増燭を達成した。翌1917年2月の料金値下げに際しても勧誘活動が行われ、この改定で10燭灯を廃止したもののその需要家がほとんど8燭灯ではなく16燭灯に移行するという成果をあげた。
電熱供給という分野も出現した。名古屋電灯での採用事例として、国内製品の普及で電熱器が廉価となったのをうけて1916年11月新柳町の料理店「八層閣」に取り付けた10台の「電気七輪」がある。電熱で調理された「電気すき焼き」は客に好評であったという。

### 1920年代
1920年代に入ると名古屋電灯は合併路線を採り、1921年上期までに一宮電気・岐阜電気・豊橋電気の3社を合併した。合併に伴う供給増加は、一宮電気分が電灯3万9285灯・電力1392馬力、岐阜電気分が電灯11万8110灯・電力7238馬力、豊橋電気分が電灯6万8311灯・電力1712馬力。合併による増加もあり、1921年5月末時点での名古屋電灯の供給成績は電灯66万488灯・電力6万204馬力に達した。
その後、名古屋電灯は板取川電気・尾北電気を合併し、10月関西水力電気に合併された。名古屋電灯・関西水力電気の合併で関西電気が発足した際、新会社の電灯数は旧名古屋電灯区域の87万4429灯と旧関西水力電気の10万7990灯をあわせて98万2419灯となり、電力供給は6万6285.5馬力と2237馬力をあわせて6万8522.5馬力となった。

### 供給実績推移表
1902年から関西水力電気と合併する直前の1921年上期までの期別業績の推移は以下の通り。決算期は毎年5月（上期）・11月（下期）の2回（1909年上期までは6月・12月）で、供給実績の数値は各期末のものである。また「電灯数」は1912年までは取付灯数により計算したものだが、1913年以降は実際の点灯数に基づく。
| 年度   | 電灯数 （単位：灯） | 販売電力 （単位：馬力） | 出典         |
| ------ | ------------------- | ----------------------- | ------------ |
| 1902上 | 10,477              | -                       | [ 116 ]      |
| 1902下 | 11,827              | -                       | [ 116 ]      |
| 1903上 | 12,664              | -                       | [ 116 ]      |
| 1903下 | 13,746              | -                       | [ 116 ]      |
| 1904上 | 14,282              | -                       | [ 116 ]      |
| 1904下 | 16,039              | 40                      | [ 116 ]      |
| 1905上 | 17,288              | 178                     | [ 116 ]      |
| 1905下 | 19,441              | 308                     | [ 116 ]      |
| 1906上 | 25,100              | 502                     | [ 116 ]      |
| 1906下 | 30,062              | 617                     | [ 116 ]      |
| 1907上 | 35,677              | 1,159                   | [ 116 ]      |
| 1907下 | 36,062              | 1,184                   | [ 116 ]      |
| 1908上 | 39,616              | 1,320                   | [ 116 ]      |
| 1908下 | 44,443              | 1,222                   | [ 116 ]      |
| 1909上 | 47,643              | 1,148                   | [ 116 ]      |
| 1909下 | 54,937              | 1,145                   | [ 116 ]      |
| 1910上 | 93,476              | 1,255                   | [ 116 ]      |
| 1910下 | 76,704              | 1,435                   | [ 116 ]      |
| 1911上 | 86,802              | 1,780                   | [ 2 ] [ 63 ] |
| 1911下 | 100,514             | 2,951                   | [ 2 ] [ 63 ] |
| 1912上 | 120,939             | 4,290                   | [ 2 ] [ 63 ] |
| 1912下 | 141,396             | 6,996                   | [ 2 ] [ 63 ] |
| 1913上 | 141,432             | 10,184                  | [ 2 ] [ 63 ] |
| 1913下 | 161,359             | 10,932                  | [ 2 ] [ 63 ] |
| 1914上 | 184,695             | 13,485                  | [ 2 ] [ 63 ] |
| 1914下 | 188,950             | 13,789                  | [ 2 ] [ 63 ] |
| 1915上 | 186,539             | 14,404                  | [ 2 ] [ 63 ] |
| 1915下 | 192,863             | 14,543                  | [ 2 ] [ 63 ] |
| 1916上 | 203,046             | 15,865                  | [ 2 ] [ 63 ] |
| 1916下 | 212,156             | 19,273                  | [ 2 ] [ 63 ] |
| 1917上 | 228,998             | 22,149                  | [ 2 ] [ 63 ] |
| 1917下 | 251,728             | 25,138                  | [ 2 ] [ 63 ] |
| 1918上 | 266,763             | 28,255                  | [ 2 ] [ 63 ] |
| 1918下 | 284,075             | 29,909                  | [ 2 ] [ 63 ] |
| 1919上 | 307,971             | 29,828                  | [ 2 ] [ 63 ] |
| 1919下 | 334,076             | 36,403                  | [ 2 ] [ 63 ] |
| 1920上 | 407,715             | 41,927                  | [ 2 ]        |
| 1920下 | 434,692             | 44,998                  | [ 2 ]        |
| 1921上 | 660,488             | 60,204                  | [ 2 ]        |

### 供給区域一覧表

#### 1910年
愛知電灯合併翌月にあたる1896年（明治29年）5月、制度改正により供給区域の設定には逓信省の認可が必要となった。これを受けて名古屋電灯では、さしあたり名古屋市全域とその隣接町村（3町15村）を供給区域として出願し、同年8月その認可を得た。その後供給区域を逐次追加していくが、1910年（明治43年）になり名古屋市域の拡大に伴う供給区域の明確化を兼ねて供給区域拡大を出願、6月その認可を得た。この段階での供給区域は以下の愛知県下30市町村である。
| 市部                  | 名古屋市 |
| 愛知郡 （3町7村）     | 千種町・東山村・御器所村・呼続町・愛知町・中村・常磐村・八幡村・荒子村・小碓村（現・名古屋市）                                                                 |
| 西春日井郡 （5町9村） | 枇杷島町・金城村・清水町・杉村・六郷村・萩野村・川中村・庄内村・山田村・楠村（現・名古屋市）、 豊山村（現・豊山町）、 西枇杷島町・新川町・清洲町（現・清須市） |
| 東春日井郡 （3町1村） | 守山町（現・名古屋市）、 瀬戸町・品野村（現・瀬戸市）、 勝川町（現・春日井市）                                                                                 |
| 海東郡 （1村）        | 甚目寺村（現・あま市） |

#### 1919年
岐阜電気や豊橋電気を合併する前にあたる1919年（大正8年）12月末時点における名古屋電灯の供給区域は以下の通り。特記のない限り電灯・電力供給区域である。
| 愛知県 | 市部 （1市）           | 名古屋市 |
| 愛知県 | 愛知郡 （4町7村）      | 千種町・東山村・御器所村・呼続町・愛知町・中村・常磐村・八幡村・荒子村・小碓村・下之一色町（現・名古屋市）                                                                            |
| 愛知県 | 西春日井郡 （5町10村） | 枇杷島町・金城村・清水町・杉村・六郷村・萩野村・川中村・庄内村・山田村・楠村（現・名古屋市）、 豊山村（現・豊山町）、 北里村（現・小牧市）、 西枇杷島町・新川町・清洲町（現・清須市） |
| 愛知県 | 東春日井郡 （4町7村）  | 守山町（現・名古屋市）、 旭村（現・尾張旭市）、 瀬戸町・品野村・赤津村・水野村（現・瀬戸市）、 勝川町・鳥居松村・篠木村（現・春日井市）、 小牧町・味岡村（現・小牧市）                |
| 愛知県 | 海部郡 （1町4村）      | 富田村・南陽村（現・名古屋市）、 蟹江町、大治村（現・大治町）、 甚目寺村（現・あま市）                                                                                                |
| 愛知県 | 丹羽郡 （1町3村）      | 岩倉町（現・岩倉市）、 大口村（現・大口町）、 西成村（一部）・千秋村（現・一宮市） |
| 岐阜県 | 市部                   | 【電力供給区域】岐阜市 |
| 岐阜県 | 稲葉郡                 | 【電力供給区域】加納町（現・岐阜市） |

#### 1921年
名古屋電灯時代の末期、1921年（大正10年）6月末時点の電灯・電力供給区域は以下の通り。この時点では合併していない尾北電気・板取川電気の供給区域もあわせて記す。
| 名古屋電灯 電灯・電力供給区域 | 名古屋電灯 電灯・電力供給区域 | 名古屋電灯 電灯・電力供給区域 |
| ----------------------------- | ----------------------------- | --- |
| 愛知県                        | 市部 （2市）                  | 名古屋市、豊橋市 |
| 愛知県                        | 愛知郡 （4町7村）             | （1919年時点に同じ） |
| 愛知県                        | 西春日井郡 （5町10村）        | （1919年時点に同じ） |
| 愛知県                        | 東春日井郡 （4町7村）         | （1919年時点に同じ） |
| 愛知県                        | 海部郡 （1町4村）             | （1919年時点に同じ） |
| 愛知県                        | 丹羽郡 （3町3村）             | 岩倉町（現・岩倉市）、 布袋町・古知野町（一部）（現・江南市）、 大口村（現・大口町）、 西成村・千秋村（現・一宮市）                                                                          |
| 愛知県                        | 中島郡 （4町3村）             | 一宮町・奥町・起町・萩原町・今伊勢村・大和村・朝日村（現・一宮市） |
| 愛知県                        | 葉栗郡 （2町3村）             | 浅井町・木曽川町・北方村・葉栗村（現・一宮市）、 宮田村（現・江南市） |
| 愛知県                        | 東加茂郡                      | 【電力供給区域】盛岡村（一部）（現・豊田市） |
| 愛知県                        | 宝飯郡 （6町7村）             | 豊川町・牛久保町・八幡村・国府町・御油町・赤坂町・長沢村・萩村・小坂井村・御津村（現・豊川市）、大塚村（現・豊川市・蒲郡市）、 下地町・前芝村（現・豊橋市）                                  |
| 愛知県                        | 渥美郡 （1町4村）             | 二川町・高師村・牟呂吉田村・老津村（現・豊橋市）、杉山村（現・豊橋市・田原市） |
| 愛知県                        | 八名郡 （2村）                | 三上村（現・豊川市）、 下川村（現・豊橋市） |
| 静岡県                        | 浜名郡 （2町4村）             | 新居町（一部）・白須賀町・吉津村・新所村・入出村・知波田村（現・湖西市） |
| 岐阜県                        | 市部 （2市）                  | 岐阜市、大垣市 |
| 岐阜県                        | 稲葉郡 （1町15村）            | 本荘村・長良村・島村・三里村・加納町・北長森村・南長森村・木田村・市橋村・茜部村・鶉村・黒野村・厚見村・鏡島村・佐波村（現・岐阜市）、 更木村（現・各務原市）                                |
| 岐阜県                        | 安八郡 （1町6村）             | 神戸町、北平野村（現・神戸町・揖斐郡池田町）、 北杭瀬村・南杭瀬村・安井村・中川村・三城村（現・大垣市）                                                                                      |
| 岐阜県                        | 羽島郡 （2町11村）            | 笠松町、松枝村・下羽栗村（現・笠松町）、 竹ヶ鼻町・駒塚村・江吉良村・正木村・足近村（現・羽島市）、 上羽栗村・八剣村（現・岐南町）、 柳津村（現・岐阜市）、 中屋村・川島村（現・各務原市）   |
| 岐阜県                        | 養老郡 （1町6村）             | 高田町・多芸村・養老村・笠郷村・上多度村・広幡村（現・養老町）、池辺村（現・海津市・養老町）                                                                                                 |
| 岐阜県                        | 揖斐郡 （1町9村）             | 揖斐町・大和村・清水村・春日村（現・揖斐川町）、 池田村・本郷村・八幡村（現・池田町）、養基村（現・池田町・揖斐川町）、 大野村・豊木村（現・大野町）                                         |
| 岐阜県                        | 本巣郡 （1町7村）             | 北方町、生津村（現・北方町・瑞穂市）、席田村（現・北方町・本巣市）、 穂積村・本田村・牛牧村・船木村（現・瑞穂市）、 合渡村（現・岐阜市）                                                     |
| 岐阜県                        | 不破郡 （2町6村）             | 赤坂町・青墓村・静里村（現・大垣市）、 垂井町、宮代村・表佐村（現・垂井町）、 関ケ原村・玉村（現・関ケ原町）                                                                                 |
| 岐阜県                        | 山県郡 （1町2村）             | 高富町・富岡村（現・山県市）、 岩野田村（現・岐阜市） |
| 岐阜県                        | 海津郡 （2町3村）             | 今尾町・高須町・城山村・石津村・吉里村（現・海津市） |
| 尾北電気 電灯・電力供給区域   |                               | |
| 愛知県                        | 丹羽郡 （2町5村）             | 犬山町・城東村・池野村・羽黒村・楽田村（現・犬山市）、 扶桑村（現・扶桑町）、 古知野町（一部）（現・江南市）                                                                                 |
| 愛知県                        | 葉栗郡 （1村）                | 草井村（現・江南市） |
| 岐阜県                        | 可児郡 （3町11村）            | 御嵩町・上之郷村・中村・伏見村（現・御嵩町）、 錦津村（現・八百津町）、 今渡町・広見村・平牧村・久々利村・土田村・春里村・帷子村・兼山町（現・可児市）、姫治村（現・可児市・多治見市）       |
| 岐阜県                        | 加茂郡 （2村）                | 和知村（現・美濃加茂市・八百津町）、 上米田村（現・川辺町） |
| 岐阜県                        | 武儀郡 （1村）                | 上麻生村（一部）（現・加茂郡七宗町） |
| 板取川電気 電灯・電力供給区域 |                               | |
| 岐阜県                        | 武儀郡 （2町15村）            | 美濃町・安曽野村・下牧村・上牧村・中有知村・藍見村・大矢田村（現・美濃市）、 関町・吉田村・倉知村・瀬尻村・下有知村・南武芸村・東武芸村・洞戸村・板取村（現・関市）、 西武芸村（現・山県市） |
| 岐阜県                        | 加茂郡 （3町7村）             | 太田町・古井村・下米田村・加茂野村（現・美濃加茂市）、 富田村（現・富加町）、富岡村（現・富加町・関市）、田原村（現・関市）、 坂祝村（現・坂祝町）、 川辺町、下麻生町（現・川辺町・七宗町）  |
| 岐阜県                        | 山県郡 （4村）                | 保戸島村（現・関市）、 山県郡・春近村・厳美村（現・岐阜市） |

#### 供給区域に関する備考
上表には未開業の区域も含まれる。1921年10月以降、すなわち関西電気時代または東邦電力時代の配電開始が確認できる地域は以下の通り。
- 愛知県宝飯郡萩村（1923年2月開業）[132]
- 岐阜県羽島郡川島村（1921年12月開業）[133]
- 岐阜県可児郡錦津村（1922年12月開業）[132]

上表の範囲は配電統制で1942年（昭和17年）に発足した中部配電の供給区域（愛知県は全域、岐阜県美濃地方は不破郡今須村以外の範囲、静岡県は富士川以西）に全域が収まる。これらの地域は1951年（昭和26年）の電気事業再編成で中部電力の供給区域へと移行しており、旧名古屋電灯区域はすべて中部電力管内に含まれているといえる。

## 電源の推移
以下、沿革のうち電源の推移について詳述する。

### 第一発電所
位置：北緯35度10分4.0秒 東経136度53分57.5秒 / 北緯35.167778度 東経136.899306度
名古屋電灯最初の発電所は火力発電所の第一発電所である。愛知電灯を合併して同社の発電所（第二発電所）を引き継ぐまでは社内唯一の電源で、その当時は「電灯中央局」と称した。場所は名古屋市南長島町・入江町（現・中区栄二丁目）で、跡地には中部電力の電気文化会館が建つ。
1889年（明治22年）12月に開業した時点での電灯中央局の設備は米国製ボイラー3台、米国製蒸気機関2台、ドイツ・AEG製エジソン型直流発電機（出力25 kW）4台からなり、直流250ボルトにて配電した。1893年（明治26年）2月、開業以来の需要増加に対応するため京都電灯から譲り受けた設備一式（ボイラー・蒸気機関各1台、三吉工場製25 kWエジソン型発電機2台）を増設。さらに翌1894年（明治27年）7月、ボイラー・蒸気機関各1台とAEG製25 kW発電機2台を増設し、1895年（明治28年）12月には再び同様の設備を増設している。
こうして第一発電所は最大で出力250 kWの発電所となったが、後述の水主町発電所において1904年（明治37年）6月に第2期工事が完成すると発電を休止した。その後は予備発電所として残され、一部が試験室として用いられたが、1911年（明治44年）9月27日に試験室の失火が原因で全焼した。

### 第二発電所
位置：北緯35度9分45.5秒 東経136度53分19.4秒 / 北緯35.162639度 東経136.888722度
1896年（明治29年）5月に愛知電灯の合併によって継承した同社の火力発電所を、名古屋電灯では第二発電所と称した。所在地は名古屋市下広井町3丁目（現・中村区名駅南、中電名駅南ビルの位置）。
第二発電所の設備は、ボイラー2台、蒸気機関4台、エジソン式直流発電機30 kW・25 kW各2台、ホプキンソン型600-800灯用交流発電機1台であった。特筆すべきは交流発電機の存在で、直流発電機しか導入していなかった名古屋電灯では小規模ながら初めての交流発電機となった。この交流発電機を用いて名古屋電灯では熱田町方面への長距離送電を試行し、試験結果を受け直流送電の全廃を決定して水主町発電所の建設に取り掛かった。1901年（明治34年）7月、同発電所の運転開始とともに第二発電所は廃止された。

### 水主町発電所
位置：北緯35度9分37.5秒 東経136度53分32.0秒 / 北緯35.160417度 東経136.892222度
交流・高圧送電の採用を目的に建設された火力発電所が第三発電所で、名古屋市水主町3丁目（現・中村区名駅南、中部電力水主町変電所の位置）にて1900年（明治33年）6月に着工、翌1901年7月22日より運転を開始した。その後1904年6月4日に第2期工事、同年12月27日に第3期工事、1906年（明治39年）12月27日に第4期工事がそれぞれ終了して運転を開始している。この間の1904年7月、第三発電所から水主町発電所へと改称した。
第1期・第2期工事の際の発電機は米国ゼネラル・エレクトリック (GE) 製300 kW交流発電機（各1台、原動機は蒸気機関）、第3期・第4期工事の際の増設発電機は米国GE製500 kWタービン発電機（各1台）であり、発電所出力は最終的に1,600 kWとなった。発電機の発生電力は4台とも同じで二相交流・電圧2,300ボルト・周波数60ヘルツ。
長良川発電所の運転開始に伴い1910年（明治43年）6月14日より運転を休止した。このため臨時的に水主町発電所から送電する以外は名古屋電灯の電源はすべて水力発電となったが、その後渇水時その他の予備発電所とすることが決まり、1913年（大正2年）5月に発電機が三相交流発電機に改造された。しかし旧式化して石炭費が高くつき用水供給も不十分な点があるため、名古屋電灯では熱田発電所拡張にあわせた撤去を決定し、1917年（大正6年）12月22日に廃止許可を得て翌年3月発電所を撤去した。

### 小原発電所
位置：北緯35度12分5.3秒 東経137度17分56.8秒 / 北緯35.201472度 東経137.299111度
名古屋電灯最初の水力発電所は小原発電所といい、元は東海電気（旧・三河電力）が建設したものである。所在地は愛知県西加茂郡小原村大字川下字大平（現・豊田市川下町）。1901年3月着工ののち翌1902年（明治35年）7月に竣工、9月より瀬戸町（現・瀬戸市）への送電を始めた。
矢作川本流に放水する発電所だが、取水は支流の田代川から行う。発電所出力は200 kWで、設備はペルトン水車会社製ペルトン水車・明電舎製100 kW交流発電機（三相交流3,450ボルト・周波数60ヘルツ）各2台の組み合わせであった。東海電気時代には瀬戸からさらに名古屋へと送電していたが、約40キロメートルの長距離送電にもかかわらず費用の都合で昇圧しての送電は見送られた。名古屋電灯移行後の1914年（大正3年）8月より瀬戸へも八百津発電所から送電するようになったため発電を休止。その後の需要増加で一時再稼働するも1917年上期には発電を再停止し、そのまま1919年（大正8年）12月に6万9000円で岡崎電灯へ売却された。現・中部電力川下発電所。

### 巴川発電所
位置：北緯35度6分19.4秒 東経137度19分7.9秒 / 北緯35.105389度 東経137.318861度
小原発電所に続く水力発電所である巴川発電所は、東海電気が着工して名古屋電灯が工事を引き継いだもので、1908年（明治41年）2月11日に運転を開始した。所在地は愛知県東加茂郡盛岡村大字戸中字西道下（現・豊田市戸中町）。
矢作川支流巴川に位置する発電所である。発電所出力は750 kW。設備はエッシャーウイス製フランシス水車と芝浦製作所製750 kW三相交流発電機（電圧3,300ボルト・周波数60ヘルツ）各1台の組み合わせで、11キロボルト (kV) への昇圧用変圧器も設置する。発生電力は初め愛知郡千種町（現・名古屋市千種区）の千種変電所へと送電したが、1915年（大正4年）に下記萩野変電所への連絡線が完成して千種変電所は廃された。また浜松方面に供給する日英水電が巴川発電所の発生電力を引き取るべく1914年1月に巴川発電所から浜松市内へと至る自社送電線を完成させている。

### 長良川発電所
位置：北緯35度34分23.8秒 東経136度55分45.8秒 / 北緯35.573278度 東経136.929389度

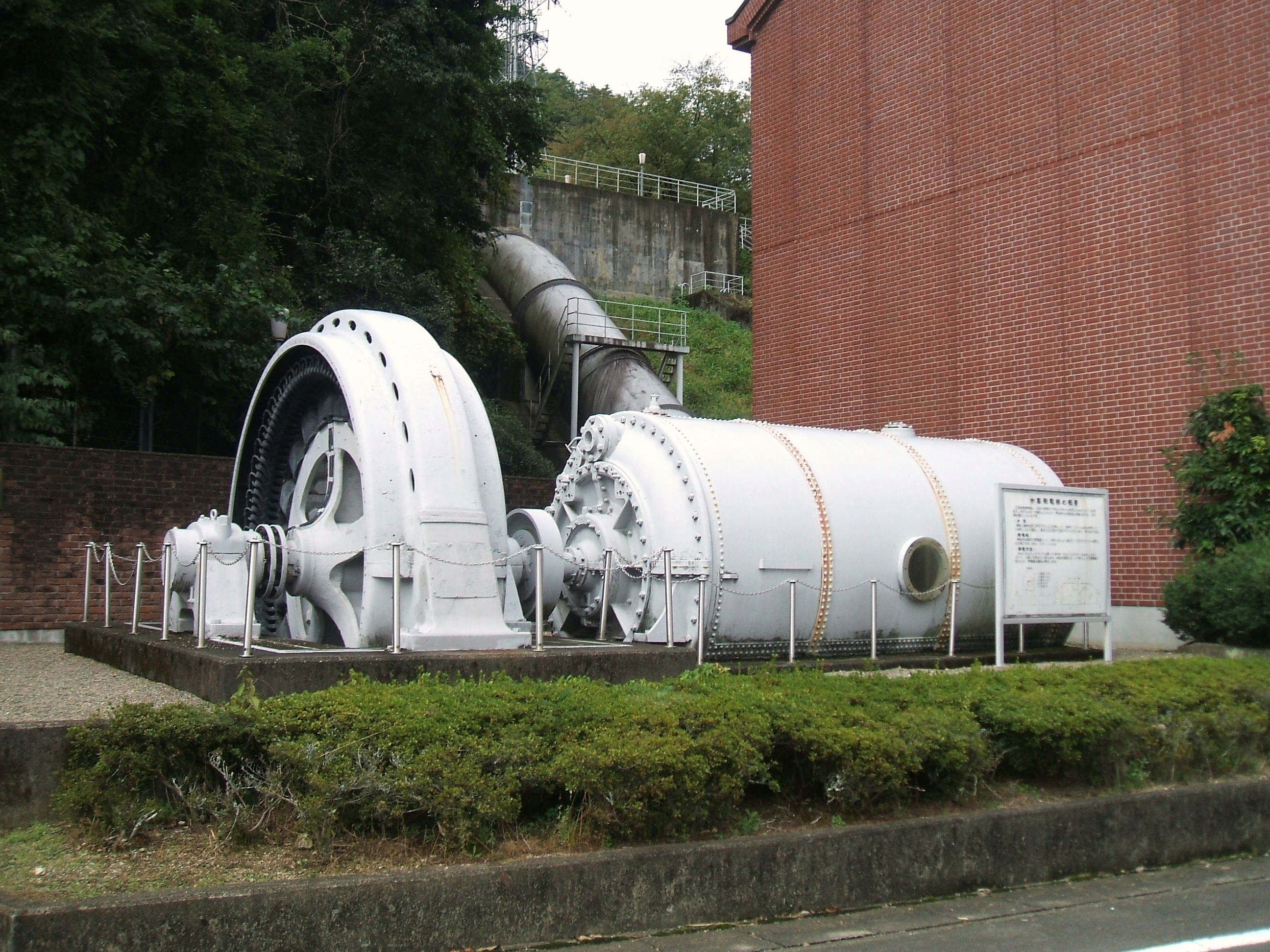
長良川発電所前に保存されている名古屋電灯時代からの水車・発電機（1981年まで使用）

大型水力発電所のうち名古屋電灯が着工し完成させたのが長良川発電所である。所在地は岐阜県武儀郡洲原村大字立花（現・美濃市立花）。1910年3月15日より運転を開始した。
発電所名の通り長良川を利用する発電所であり、郡上郡嵩田村大字上田（現・郡上市美並町上田）の取水口から川沿いに約4.7キロメートルの導水路を通すことで落差を得ている。発電所出力は4,200 kW。設備はフォイト製フランシス水車とシーメンス製2,500 kW三相交流発電機（電圧2,300ボルト・周波数60ヘルツ）各2台の組み合わせで、33 kVへの昇圧用変圧器も備える。水車・発電機は最大で3組あり（1910年3月1・2号機、同年4月27日3号機が竣工）、3組中1組を予備として運用する体制が採られていたが、このうち2号機は1918年（大正7年）2月になって取り外され矢作川の臨時建設部串原仮発電所へと転用された。
長良川発電所からの送電を受ける変電所として名古屋郊外の愛知県西春日井郡金城村（現・名古屋市西区）に児玉発電所が設置された。長良川発電所から児玉変電所までは33 kV送電線にて送電されたほか、途中の分岐線によって一部は岐阜方面や一宮方面へ送られた。

### 八百津発電所
位置：北緯35度28分20.6秒 東経137度9分41.0秒 / 北緯35.472389度 東経137.161389度

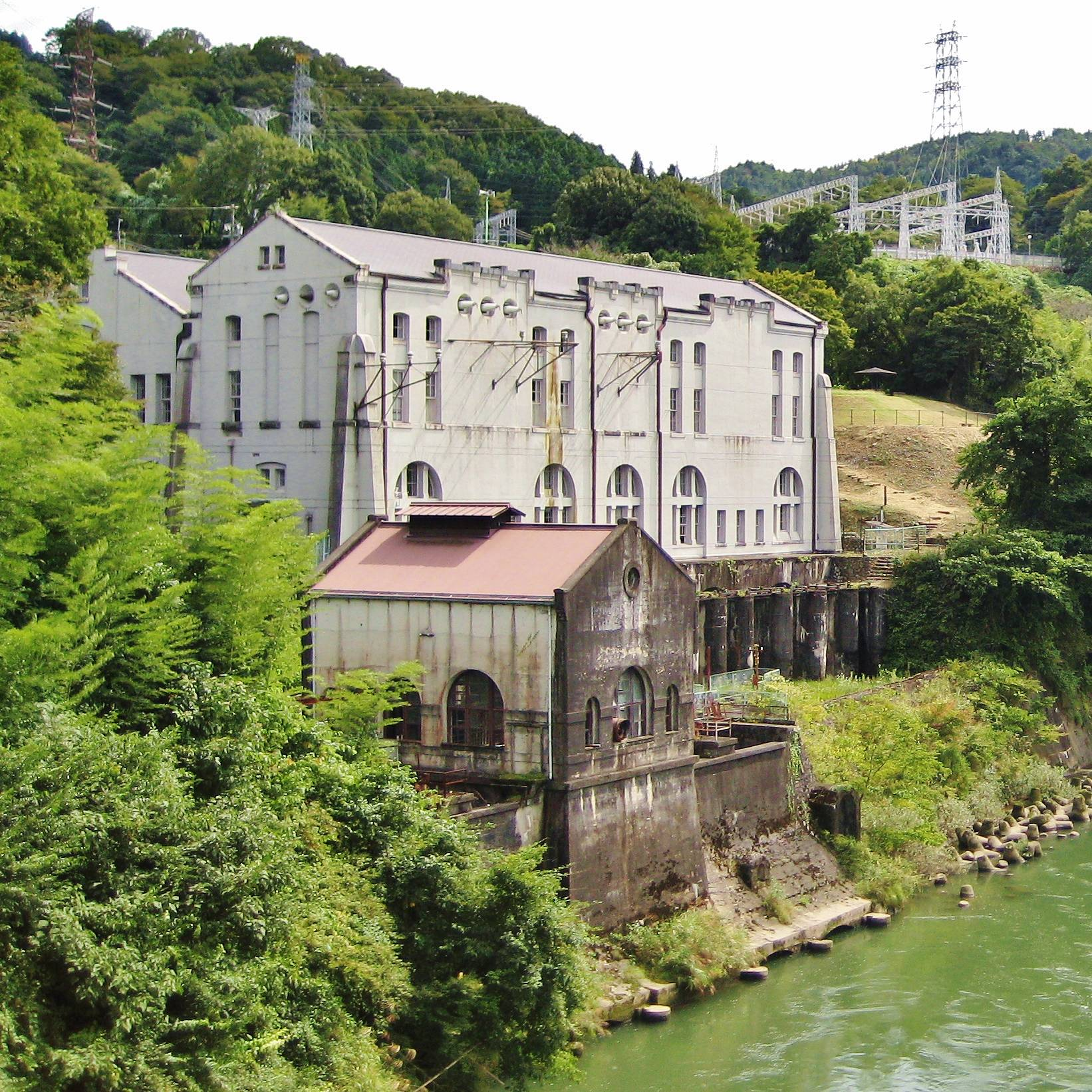
旧八百津発電所建屋（手前は旧放水口発電所）

大型水力発電所のうち名古屋電灯ではなく名古屋電力が着工したのが八百津発電所である。1911年12月10日より運転を開始した。木曽川を利用する発電所で、発電所名は1917年6月1日付の改称まで河川名をとって「木曽川発電所」と称した。所在地は岐阜県加茂郡八百津町字各務（現・八百津町八百津）。
大型発電所ながら取水堰も持たない単純な水路式発電所であり、木曽川沿いに9.7キロメートルに及ぶ導水路を通すことで落差を得ている。発電所出力は7,500 kW。設備はモルガン・スミス製水車とGE製2,500 kW三相交流発電機（電圧6,600ボルト・周波数60ヘルツ）各4台の組み合わせで、当初2組が完成し、翌1912年（明治45年）7月までに残り2組も竣工した。また66 kVへの昇圧用変圧器も備える。八百津発電所の電力を受ける名古屋方面の変電所は萩野変電所（西春日井郡萩野村＝現・名古屋市北区）と南武平町変電所（名古屋市南武平町）の2か所で、どちらも発電所と同時の建設。八百津変電所から萩野変電所までを66 kV送電線でつなぎ、萩野変電所で降圧した上で市内配電をつかさどる南武平町変電所へ送電した。
八百津発電所は古い時代の設計に基いて洪水時の水位上昇に配慮し放水口を過度に高い位置に置いたため、洪水時以外はその分の落差を利用していなかった。このため残留落差を利用した小発電所（放水口発電所）を増設することとなり、1917年5月25日に竣工させた。発電所出力は1,200 kW。水車・発電機は日立製作所製で、4台1組のフランシス水車で1台の発電機を駆動。発生電力は八百津発電所へ送られた。
なお八百津発電所の工事用発電所として名古屋電力が設置した旅足川（たびそこがわ）発電所があった。同発電所の使用認可は1907年（明治40年）11月で、木曽川支流の旅足川にあり、設備としては水車と75 kW発電機各1台があった。地元八百津町の希望があったため、名古屋電灯は工事終了後の1912年4月5日に水利権もあわせて2500円で町へ売却した。八百津町は同発電所を元に以後町営電気事業を経営している。

### 熱田発電所
位置：北緯35度7分25.0秒 東経136度54分56.0秒 / 北緯35.123611度 東経136.915556度
老朽化した水主町発電所にかわる渇水時に備えた予備火力発電所として新設されたのが熱田発電所である。所在地は名古屋市南区熱田東町字丸山（現・熱田区）。1914年6月に設置認可を得て直ちに着工、翌1915年9月25日に竣工させた。
主要設備はバブコック・アンド・ウィルコックス (B&W) 製ボイラー5台、GE製または三菱造船所製タービン発電機（GE製2台・三菱製1台）からなる。運転開始当初は3,000 kW発電機1台にて運転。その後第一次世界大戦中の需要増加に対処するために増設が重ねられ、1917年11月に第2期工事として4,000 kW発電機1台、1918年6月に第3期工事として3,000 kW発電機1台が竣工し、出力10,000 kW（常用7,000 kW・予備3,000 kW）の発電所となった。

### 大同電力からの受電

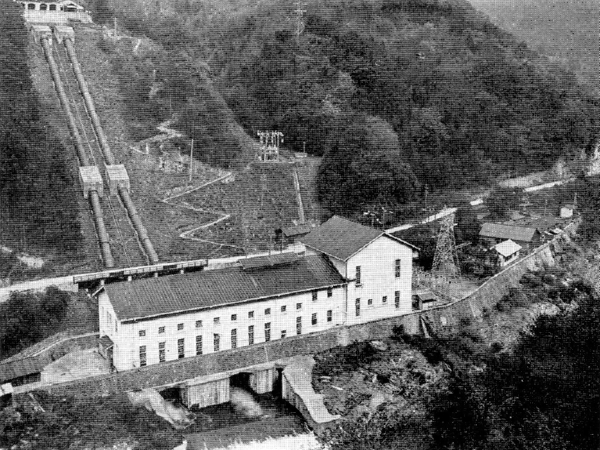
串原発電所

1918年4月、名古屋電灯臨時建設部が工事を進めていた串原仮発電所（出力2,000 kW）が竣工した。この発電所は、矢作川での串原発電所建設中、大戦景気による需要急増に伴い設備納入を待つ余裕がなくなったため長良川発電所の予備設備一式を転用して急設された仮設発電所である。名古屋への送電設備として六郷村（現・名古屋市東区）に六郷変電所を、発電所から六郷変電所へ77 kV送電線を架設し、どちらも同年6月に竣工させた。同年9月、前述の通り臨時建設部は名古屋電灯から分離されて木曽電気製鉄（後の大同電力）となった。
翌1919年7月、木曽川の賤母発電所が一部竣工し出力4,200kWで運転を始め、同年11月には全面竣工して出力12,600 kWにより運転開始した。一部運転開始と同時に先の串原・六郷間77 kV送電線の途中に接続する送電線が架設されており、発生電力は六郷変電所へと送電された。さらに1921年8月には上流側にて大桑発電所（出力11,000 kW）が運転を開始。同時に賤母・六郷間送電線との連絡線も設けられた。
矢作川の串原発電所（出力6,000 kW）は1921年2月に完成し仮発電所は廃止された。本発電所建設を機に、木曽川の系統とは別経路で名古屋方面へと輸送する送電線が整備され、呼続町瑞穂（現・瑞穂区）に瑞穂変電所が新設されている。

### 送電網の形成
これまで触れた通り、大容量水力発電所からの送電を受け付ける変電所が名古屋市郊外に相次いで建設された。1921年までに建設された郊外変電所は以下の4か所である。
- 児玉発電所 ： 長良川発電所送電線 (33 kV) の終端、西春日井郡金城村（市編入後は西区児玉町[146]）所在[149]
- 萩野変電所 ： 八百津発電所送電線 (66 kV) の終端、西春日井郡萩野村安井所在[50]
- 大同電力六郷変電所 ： 賤母発電所送電線 (77 kV) の終端、西春日井郡六郷村（市編入後は東区上飯田町[163]）所在[160]
- 大同電力瑞穂変電所 ： 串原発電所送電線 (77 kV) の終端、愛知郡呼続町（市編入後は南区瑞穂町[163]）所在[160]

これら4か所の変電所にて11 kVへと降圧された電力を市街配電用にさらに降圧する変電所として、名古屋電灯時代には南武平町・水主町・横田の3変電所が設置されていた。これらの所在地は以下の通り。
- 南武平町変電所 ： 名古屋市中区南武平町3丁目
- 水主町変電所 ： 名古屋市中区水主町3丁目
- 横田変電所 ： 名古屋市南区熱田東町字横田

以上の7変電所と補給用の熱田火力発電所は11 kV送電線にて緊密に連絡された。このうち児玉変電所と萩野変電所を繋ぐ連絡線は1915年2月に完成したもので、同線新設により長良川発電所と八百津発電所の並行運転が初めて可能となった。
名古屋周辺からさらに別の地域へと伸びる送電線は瀬戸方面・知多半島方面・三重県北勢方面の計3路線があった。萩野変電所と瀬戸町の瀬戸変電所を結ぶ送電線は1914年8月に完成。知多方面への送電線は初め巴川発電所から知多郡上野村（現・東海市）の愛知電気鉄道名和変電所（1912年2月設置）までの区間であったが、1915年11月には知多郡半田町（現・半田市）に変電所を新設して送電線を伸ばし、同地の電気事業者知多瓦斯（後の知多電気）に対する供給を始めた。なお巴川・半田間送電線は22 kV線で、途中で熱田火力発電所との連絡線（完成時期不詳）が合流していた。北勢方面には萩野変電所から富田変電所（三重県三重郡大矢知村）まで66 kV送電線が架設された。同地では1917年9月より東洋紡績富田工場、同年12月より北勢電気への送電が開始されている。また富田送電線には1920年（大正9年）6月になって愛知県海部郡津島町（現・津島市）の尾州電気へと送電するための分岐線が追加された。
また前述の通り、長良川発電所から児玉変電所へと至る長良川送電線は2つの分岐線を有した。一方は岐阜市内の鶴田町変電所へ至る分岐線である。長良川発電所から岐阜方面への送電は岐阜電気に対する供給として1912年3月より始められた。もう一方の分岐線は小木変電所（西春日井郡北里村小木＝現・小牧市）を経て一宮変電所へ至るもので、小木変電所が1912年8月に新設されたのち、1920年3月に小木・一宮間が完成をみた。

### 発電所一覧
最後に、名古屋電灯が運転した発電所のうち関西電気（東邦電力）へと継承されたものを一覧表として纏めた。表には合併した各社から引き継いだものも含まれる。
| 水力発電所 ： 愛知県所在 | 水力発電所 ： 愛知県所在 | 水力発電所 ： 愛知県所在                      | 水力発電所 ： 愛知県所在 | 水力発電所 ： 愛知県所在 | 水力発電所 ： 愛知県所在                  |
| 発電所名                 | 出力 (kW)                | 所在地                                        | 河川名                   | 運転開始                 | 備考                                      |
| ------------------------ | ------------------------ | --------------------------------------------- | ------------------------ | ------------------------ | ----------------------------------------- |
| 巴川                     | 750                      | 東加茂郡盛岡村戸中 （現・豊田市戸中町）       | 矢作川水系巴川           | 1908年2月                | 現・中電盛岡発電所                        |
| 布里                     | 500                      | 南設楽郡鳳来寺村布里 （現・新城市布里）       | 豊川（寒狭川）           | 1919年7月                | 前所有者：豊橋電気 現・中電布里発電所     |
| 長篠                     | 750                      | 南設楽郡長篠村横川 （現・新城市横川）         | 豊川（寒狭川）           | 1912年3月                | 前所有者：豊橋電気 現・中電長篠発電所     |
| 火力発電所 ： 愛知県所在 |                          |                                               |                          |                          |                                           |
| 発電所名                 | 出力 (kW)                | 所在地                                        | 方式                     | 運転開始                 | 備考                                      |
| 熱田                     | 10,000                   | 名古屋市南区熱田東町 （現・熱田区）           | 汽力発電                 | 1915年9月                | 1944年3月廃止                             |
| 水力発電所 ： 岐阜県所在 |                          |                                               |                          |                          |                                           |
| 発電所名                 | 出力 (kW)                | 所在地                                        | 河川名                   | 運転開始                 | 備考                                      |
| 八百津                   | 7,500 放1,200            | 加茂郡八百津町 （現・八百津町八百津）         | 木曽川                   | 1911年12月               | 1917年5月放水口発電所増設 1974年11月廃止  |
| 神淵川                   | 160                      | 武儀郡上麻生村本郷組 （現・七宗町上麻生）     | 飛騨川支流神淵川         | 1920年8月                | 前所有者：尾北電気 1969年3月廃止          |
| 美佐野                   | 60                       | 可児郡上之郷村美佐野 （現・御嵩町美佐野）     | 可児川支流津橋川         | 1913年4月                | 前所有者：尾北電気 1935年7月廃止許可      |
| 長良川                   | 4,200                    | 武儀郡洲原村立花 （現・美濃市立花）           | 木曽川水系長良川         | 1910年3月                | 現・中電長良川発電所                      |
| 白谷                     | 1,235                    | 武儀郡板取村白谷区 （現・関市板取）           | 長良川支流板取川         | 1919年10月               | 前所有者：美濃電化肥料 現・中電白谷発電所 |
| 抜戸                     | 113                      | 武儀郡安曽野村安毛 （現・美濃市安毛）         | 長良川支流板取川         | 1910年12月               | 前所有者：板取川電気 1935年6月廃止        |
| 井ノ面                   | 300                      | 武儀郡安曽野村安毛 （現・美濃市安毛）         | 長良川支流板取川         | 1914年1月                | 前所有者：板取川電気 現・中電井ノ面発電所 |
| 河合                     | 800                      | 揖斐郡春日村河合 （現・揖斐川町春日河合）     | 揖斐川支流粕川           | 1913年5月                | 前所有者：岐阜電気 現・中電河合発電所     |
| 小宮神                   | 350                      | 揖斐郡春日村小宮神 （現・揖斐川町春日小宮神） | 揖斐川支流粕川           | 1908年12月               | 前所有者：岐阜電気 現・中電小宮神発電所   |
| 春日                     | 1,800                    | 揖斐郡春日村六合 （現・揖斐川町春日六合）     | 揖斐川支流粕川           | 1920年1月                | 前所有者：岐阜電気 現・中電春日発電所     |

これらの発電所のうち、東邦電力時代に廃止されたものを除いて第二次世界大戦中の電力国家管理期は原則中部配電に帰属したが、八百津発電所（放水口発電所を含む）のみ日本発送電へ引き継がれた。さらに戦後1951年（昭和26年）の電気事業再編成では中部配電の発電所は中部電力（中電）に継承されたが、八百津発電所は日本発送電から関西電力（関電）へと渡っている。

## 附帯事業の推移
名古屋電灯は電気供給事業以外にも電気機器の製造も手がけていた。創業時期は不明だが、逓信省の資料『電気事業要覧』記載の1918年時点における電機工場一覧には名古屋電灯の名がある。工場（「工作所」と称す）の所在地は名古屋市中区下広井町3丁目62番地（旧第二発電所と同一所在地）、生産品目は変圧器・扇風機などであった。
工作所は関西電気成立後、東邦電力と改称した1922年6月26日付で株式会社東邦電機工作所へと分離された。しかし同社は昭和恐慌下の事業整理で1930年（昭和5年）2月に解散している。

## 年表
- 1887年（明治20年）
  - 9月21日 - 奥田正香ら11名が発起人となり名古屋電灯会社設立願を愛知県へ提出[10]。
  - 9月22日 - 県より名古屋電灯会社の設立許可[10]。
- 1888年（明治21年）
  - 9月18日 - 奥田ら11名の発起人脱退に伴う役員選任の結果士族の三浦恵民が社長就任[10]。
  - 11月24日 - 発電所構内の名古屋市入江町1番地・南長島町無番戸に本社を設置[8]。
- 1889年（明治22年）
  - 11月3日 - 発電所「電灯中央局」完成[8]。
  - 12月15日 - 開業[14]。
- 1890年（明治23年）
  - 7月14日 - 名古屋電灯株式会社へ社名変更[19]。
- 1891年（明治24年）
  - 10月28日 - 濃尾地震で被災し、2か月間送電停止[14]。
- 1893年（明治26年）
  - 10月6日 - 第1回増資決議、資本金を7万8800円から16万円へ引き上げ[32]。
- 1894年（明治27年）
  - 11月20日 - 競合会社の愛知電灯（同年3月設立）が開業[23]。
- 1896年（明治29年）
  - 4月2日 - 愛知電灯合併を決議[24]、資本金31万円となる[32]。
  - 5月13日 - 19万円の増資を決議、資本金50万円となる[32]。
- 1901年（明治34年）
  - 7月22日 - 水主町発電所運転開始[23]。
- 1904年（明治37年）
  - 1月9日 - 三河電力（1901年3月設立、後の東海電気）が名古屋市内への供給を開始[28]。
  - 1月23日 - 50万円の増資を決議、資本金100万円となる[32]。
  - 7月22日 - 本店を名古屋市水主町5番地・6番地へ移転[178]。
- 1907年（明治40年）
  - 3月25日 - 400万円の増資を決議[32]。
  - 6月1日 - 東海電気を合併[26]、合併に伴う増資25万円[32]。
- 1908年（明治41年）
  - 2月11日 - 巴川発電所運転開始[26]。
- 1910年（明治43年）
  - 3月15日 - 長良川発電所運転開始[149]。
  - 10月28日 - 名古屋電力（未開業・1906年10月設立）を合併[38]、資本金775万円となる[32]。
- 1911年（明治44年）
  - 4月8日 - 825万円の増資を決議、資本金1600万円となる[32]。
  - 6月1日 - 本店を名古屋市中区前津小林字上キロメキ45番地1へ移転[179]。
  - 11月1日 - 本店所在地を名古屋市中区南武平町3丁目39番地と変更[180]。
  - 12月10日 - 八百津発電所運転開始[50]。
- 1912年（明治45年）
  - 5月12日 - 本店を名古屋市中区新柳町6丁目4番地へ移転[181]。
- 1914年（大正3年）
  - 12月1日 - 福澤桃介が社長就任[182]。
- 1915年（大正4年）
  - 9月25日 - 熱田発電所竣工[156]。
  - 10月 - 合金鉄・特殊鋼の生産を目指し社内に製鋼部を設置[53]。
- 1916年（大正5年）
  - 8月19日 - 製鋼部を独立させ株式会社電気製鋼所（後の木曽川電力）を設立[53]。
- 1917年（大正6年）
  - 5月25日 - 八百津放水口発電所竣工[51]。
  - 6月 - 電気による銑鉄生産を目指し社内に製鉄部を設置[54]。
- 1918年（大正7年）
  - 9月8日 - 製鉄部と臨時建設部（水力開発部門）を独立させ木曽電気製鉄株式会社（後の大同電力）を設立[54]。
- 1919年（大正8年）
  - 10月29日 - 1700万円の増資を決議、資本金3300万円となる[32]。
- 1920年（大正9年）
  - 4月24日 - 一宮電気を合併、資本金3375万円となる[67]。
- 1921年（大正10年）
  - 1月23日 - 岐阜電気を合併[2]、資本金4200万円となる[71]。
  - 3月31日 - 関西水力電気との間に合併仮契約締結[89]。
  - 4月20日 - 豊橋電気を合併[2]、資本金4578万円となる[75]。
  - 4月28日 - 関西水力電気との合併を株主総会で決議[89]。
  - 8月21日 - 板取川電気・尾北電気・美濃電化肥料を合併[79]、資本金4848万7250円となる[64]。
  - 10月18日 - 名古屋電灯は関西水力電気に合併され解散。関西水力電気は名古屋へ移転し関西電気株式会社へ改称[89]。
  - 12月23日 - 関西電気社長福澤桃介辞任、後任に伊丹弥太郎就任[105]。
- 1922年（大正11年）
  - 6月26日 - 関西電気が九州電灯鉄道を合併し東邦電力株式会社へ社名変更[183]。

## 本社・営業所・出張所所在地
1921年1月時点における本社および営業所・出張所の所在地は以下の通り。
- 本社 ： 名古屋市中区新柳町六丁目
- 中区営業所 ： 名古屋市中区門前町
- 東区営業所 ： 名古屋市東区鍋屋町
- 西区営業所 ： 名古屋市西区奉公人町
- 南区営業所 ： 名古屋市南区熱田神戸町
- 一宮営業所 ： 愛知県中島郡一宮町
- 瀬戸営業所 ： 愛知県東春日井郡瀬戸町
- 小牧営業所 ： 愛知県東春日井郡小牧町
- 東京出張所 ： 東京市麹町区永楽町（東京海上ビル）

本社ははじめ名古屋市南長島町にあり（1888年11月設置）、第一発電所と同一敷地内にあった。その後発電の主力が水主町三丁目の水主町発電所に移ったことから同発電所構内に本社社屋を新築し1904年7月移転する。さらに水主町発電所が廃止されると再び市街地へ本社を移すことになり、1911年6月旧名古屋電力本社（南武平町3丁目）へ仮移転の後、翌1912年5月新柳町に新本社を新築した。本社本館は木造4階建てで、水主町の旧社屋も同時に移転して別館とし、追って南武平町の社屋も移築の上別館とされた。
旧名古屋電灯本社は東邦電力発足により同社名古屋支店となった。支店が西松枝町へ移転した後、建物は1929年（昭和4年）1月より「電気普及館」（後に「電気百貨店」と改称）として活用されたが、1945年（昭和20年）3月の空襲で焼失している。跡地は電気文化会館（第一発電所跡）の広小路通側公開空地付近にあたる。

## 歴代役員一覧
1887年9月に制定された原始定款では、役員として株主中から「社長」「取締役」を各1名選出するとされていた。1890年11月、定款の変更で社長が「専務取締役」に改められ、「監査役」も新設される。1893年12月認可の定款では、取締役は持株20株以上の株主から5名、監査役は10株以上の株主より3名それぞれ選出し、取締役の互選をもって専務取締役を選定する、とある。
その後取締役・監査役ともに定員が増加していく。まず1896年4月の愛知電灯合併に伴い、取締役・監査役ともに2名ずつ増員される。同時に取締役より選任される「会長」の職が新設された。続く1907年6月の東海電気合併でも取締役・監査役が1名ずつ増員。この間の1907年1月より、取締役中より専務ではなく「常務取締役」を最大2名選出するようになっている。1910年11月、名古屋電力の合併に伴い取締役を1名増員、1911年4月には取締役の互選による「社長」職が再設置され、再度の1名ずつの増員により定員は取締役10名・監査役7名となった。また1918年2月に「副社長」職が新設され、同年12月からは取締役中より「代表取締役」が選任されている。
関西水力電気と名古屋電灯の合併に際し、関西水力電気側では合併を決議した1921年4月29日の株主総会にて、当時の名古屋電灯役員全員（取締役10名・監査役2名）をそのまま役員に追加した。同年10月18日、合併が成立し関西電気が発足すると、この12名の役員は引き続き関西電気の役員を務める（社長・副社長・常務の役職もそのまま）が、うち6名は12月に辞任している。残りは翌年6月の東邦電力改称後まで留任した。

### 取締役
歴代の取締役は以下の31名である。合併後の関西電気でも引き続き取締役を務める場合は退任年月欄に関西電気での辞任時期を記した（東邦電力時代まで留任した場合は「東邦留任」）。
| 氏名         | 就任                | 退任                     | 役職 | 備考                                                          |
| ------------ | ------------------- | ------------------------ | --- | ------------------------------------------------------------- |
| 三浦恵民     | 1888年8月 1891年1月 | 1912年12月               | 社長：1888年8月 - 1891年1月 専務取締役：1891年1月 - 1907年1月 常務取締役：1907年1月 - 1912年6月                                   | 名古屋市、士族                                                |
| 若松甚九郎   | 1888年8月           | 1898年3月                | | 名古屋市、士族                                                |
| 小泉徳兵衛   | 1891年1月           | 1899年1月 （在任中死去） | | 名古屋市、粉類販売業                                          |
| 野村時之助   | 1891年1月           | 1893年                   | |                                                               |
| 山内正義     | 1891年1月           | 1898年3月                | | 名古屋市、士族                                                |
| 宮地茂助     | 1893年1月           | 1907年1月                | 取締役会長：1898年1月 - 同年12月                                                                                                  | 名古屋市、履物商                                              |
| 佐治儀助     | 1896年5月           | 1917年7月 （在任中死去） | 常務取締役：1910年1月 - 同年6月                                                                                                   | 愛知電灯取締役からの転任 名古屋市、旭廓「寿楼」営業主         |
| 小塚逸夫     | 1896年5月           | 1898年1月                | 取締役会長：1896年5月 - 1898年1月                                                                                                 | 愛知電灯専務取締役からの転任 上祖父江村、名古屋電気鉄道社長   |
| 白石半助     | 1898年3月           | 1906年5月                | | 名古屋市、名古屋電気鉄道社長                                  |
| 上遠野富之助 | 1904年1月           | 1906年5月                | | 名古屋市、日本車輌製造常務 再任時は名古屋電力取締役からの転任 |
| 上遠野富之助 | 1910年11月          | 1912年12月               | | 名古屋市、日本車輌製造常務 再任時は名古屋電力取締役からの転任 |
| 小塩美之     | 1904年1月           | 1910年1月                | | 名古屋市、弁護士                                              |
| 藍川清成     | 1907年1月           | 1910年1月                | | 名古屋市、弁護士                                              |
| 和達陽太郎   | 1907年1月           | 1910年1月                | 常務取締役：1907年1月 - 1910年1月                                                                                                 | 名古屋市、元逓信省技師                                        |
| 近藤重三郎   | 1907年7月           | 1910年3月 （在任中死去） | | 東海電気取締役からの転任 岡崎町、岡崎電灯取締役               |
| 福澤桃介     | 1910年1月           | 1921年12月               | 常務取締役：1910年6月 - 同年11月 常務取締役：1913年1月 - 1914年12月 取締役社長：1914年12月 - 1921年12月 ※1918年12月より代表取締役 | 東京府、会社役員                                              |
| 木村又三郎   | 1910年1月           | 1912年12月 （監査役へ）  | | 名古屋市、株式仲買人 1918年9月木曽電気製鉄取締役就任          |
| 木村又三郎   | 1914年12月          | 1918年12月               | | 名古屋市、株式仲買人 1918年9月木曽電気製鉄取締役就任          |
| 伊藤由太郎   | 1910年1月           | 1912年12月               | | 名古屋市、地主・銀行役員                                      |
| 貝塚卯兵衛   | 1910年8月           | 1915年3月 （在任中死去） | | 三重県、会社役員                                              |
| 兼松煕       | 1910年11月          | 1913年12月               | 常務取締役：1910年11月 - 1912年6月                                                                                                | 名古屋電力取締役からの転任 名古屋市、会社役員                 |
| 兼松煕       | 1920年12月          | 1921年12月               | | 名古屋電力取締役からの転任 名古屋市、会社役員                 |
| 斎藤恒三     | 1910年11月          | 1912年12月               | | 名古屋電力取締役からの転任 名古屋市、三重紡績常務             |
| 加藤重三郎   | 1911年6月           | 1913年12月               | 取締役社長：1911年7月 - 1913年12月                                                                                                | 名古屋市、弁護士・元名古屋市長                                |
| 田中新七     | 1912年12月          | 1918年                   | | 神奈川県、生糸商・会社役員                                    |
| 下出民義     | 1912年12月          | 1921年12月               | 常務取締役：1914年12月 - 1918年2月 取締役副社長：1918年2月 - 1921年12月 ※1918年12月より代表取締役                                 | 名古屋市、石炭肥料商                                          |
| 富田重助     | 1915年12月          | 1918年12月               | | 名古屋市、紅葉屋財閥当主 1918年9月木曽電気製鉄取締役就任      |
| 草郷清四郎   | 1915年12月          | 1921年12月               | | 神奈川県、明治生命保険監査役                                  |
| 角田正喬     | 1917年12月          | 東邦留任                 | 常務取締役：1919年10月 - 東邦留任                                                                                                 | 名古屋市、支配人から昇格                                      |
| 神谷卓男     | 1918年12月          | 東邦留任                 | 常務取締役：1919年10月 - 東邦留任                                                                                                 | 名古屋市、元名古屋市助役                                      |
| 後藤幸三     | 1918年12月          | 東邦留任                 | | 名古屋市、会社役員                                            |
| 下郷伝平     | 1918年12月          | 東邦留任                 | | 滋賀県、仁寿生命保険社長                                      |
| 竹原友三郎   | 1919年12月          | 東邦留任                 | | 大阪府、証券会社竹原商店社長                                  |
| 岡本太右衛門 | 1920年12月          | 東邦留任                 | | 岐阜電気社長からの転任 岐阜県、金物業                         |

### 監査役
歴代の監査役は以下の20名である。合併後の関西電気でも引き続き監査役を務めた場合は退任年月欄に関西電気での辞任時期を記した。
| 氏名         | 就任       | 退任                     | 備考                                                  |
| ------------ | ---------- | ------------------------ | ----------------------------------------------------- |
| 田中吉次郎   | 1891年1月  | 1898年3月                | 名古屋市                                              |
| 森島太米治   | 1891年1月  | 1898年3月                | 名古屋市                                              |
| 平野信敏     | 1891年1月  | 1902年3月                | 名古屋市                                              |
| 白石半助     | 1896年5月  | 1897年12月               | 愛知電灯取締役からの転任 （取締役の項を参照）         |
| 小塩美之     | 1896年5月  | 1904年1月 （取締役へ）   | 愛知電灯取締役からの転任 （取締役の項を参照）         |
| 上遠野富之助 | 1898年3月  | 1904年1月 （取締役へ）   | （取締役の項を参照）                                  |
| 黒田茂助     | 1902年1月  | 1912年12月               | 名古屋市、漆器商                                      |
| 藍川清成     | 1904年1月  | 1907年1月 （取締役へ）   | （取締役の項を参照）                                  |
| 木村又三郎   | 1904年1月  | 1910年1月 （取締役へ）   | （取締役の項を参照）                                  |
| 木村又三郎   | 1912年12月 | 1914年12月 （取締役へ）  | （取締役の項を参照）                                  |
| 鈴木善六     | 1907年1月  | 1910年1月                | 名古屋市、味噌醤油醸造業                              |
| 伊藤敏兼     | 1907年1月  | 1912年12月               | 名古屋市、貸座敷業                                    |
| 伊藤敏兼     | 1914年12月 | 1916年2月 （在任中死去） | 名古屋市、貸座敷業                                    |
| 田中功平     | 1907年7月  | 1910年1月                | 東海電気取締役からの転任 岡崎町、岡崎電灯取締役       |
| 磯貝浩       | 1910年1月  | 1912年12月               | 名古屋市、魚問屋・会社役員                            |
| 磯貝浩       | 1918年12月 | 1921年12月               | 名古屋市、魚問屋・会社役員                            |
| 渡邊龍夫     | 1910年1月  | 1918年12月               | 名古屋市、会社役員 1918年9月木曽電気製鉄取締役就任    |
| 神野金之助   | 1910年11月 | 1912年12月               | 名古屋電力監査役からの転任 名古屋市、地主・会社役員   |
| 桂二郎       | 1910年11月 | 1912年12月               | 名古屋電力監査役からの転任 東京府、会社役員、桂太郎弟 |
| 後藤幸三     | 1912年12月 | 1918年12月 （取締役へ）  | （取締役の項を参照）                                  |
| 下郷伝平     | 1916年12月 | 1918年12月 （取締役へ）  | （取締役の項を参照）                                  |
| 兼松煕       | 1918年12月 | 1920年12月 （取締役へ）  | （取締役の項を参照）                                  |
| 小山禎三     | 1918年12月 | 1921年12月               | 千代田生命保険名古屋支部長                            |

## 社史
- 『名古屋電燈株式會社史』 - 稿本。1928年4月、東邦電力社内の「名古屋電燈株式會社史」編纂員によって纏められる。1913年ごろまでの名古屋電灯の歴史を記すが未完で、出版もされなかったが、名古屋電灯開業100年・中部電力能力開発センター設立20周年を記念して1989年6月同所より復刻刊行された。